# TotalEnergies
Pour les articles homonymes, voir TotalEnergies (électricité et gaz).
TotalEnergies SE , ancienne Compagnie française des pétroles (CFP) , puis Total , est une multinationale d'origine française de production et de fourniture d’hydrocarbures et d’autres sources d’énergies : pétrole et biocarburants, gaz naturel et gaz verts, énergies renouvelables et électricité.
Ses activités couvrent l'ensemble de la chaîne de production, de l'extraction du pétrole brut et du gaz naturel à la création d'énergie, y compris les activités de raffinage et de distribution commerciale. Elle est par ailleurs une entreprise importante dans le domaine de la chimie.
Fondée en 1924 sous la présidence d'Ernest Mercier avec le nom de « Compagnie française des pétroles », son premier directeur fut Louis Tronchère. Son siège social se situe depuis les années 1980 dans le quartier d’affaires de la Défense.
TotalEnergies est fréquemment mise en cause pour les émissions de gaz à effet de serre de ses activités pétrolières et gazières, responsables du réchauffement climatique. L'entreprise débourse plusieurs dizaines de millions d'euros chaque année, d'une part en lobbying pour contrer les politiques de lutte contre le réchauffement climatique, d'autre part en communication en faveur de ses investissements dans les énergies renouvelables.

## Historique

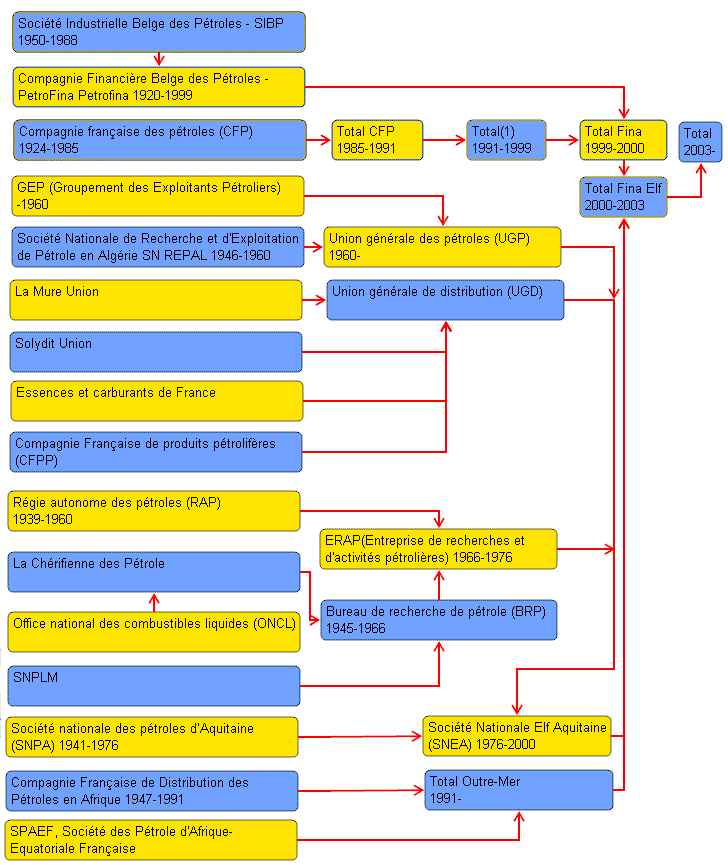
Schéma des acquisitions et fusions liées à l'histoire de Total jusqu'en 2003.

### Époque de la Compagnie française des pétroles
La géopolitique du pétrole prend une nouvelle dimension avec la Première Guerre mondiale. La mécanisation des armées fait de l’approvisionnement en pétrole des belligérants un enjeu majeur. La France dépend ainsi des Américains et des Britanniques avec la Standard Oil et la Royal Dutch Shell. C'est dans ce contexte que le 16 mars 1918, le gouvernement français instaure un monopole des importations de pétrole, les raffineurs français gardant uniquement leur autonomie au niveau de la distribution.
Le 25 avril 1920 est signé la résolution de San Remo entre la France et le Royaume Uni. Celle-ci contient des clauses diverses relatives à de multiples pays producteurs et stipule en particulier que « si l'exploitation des champs pétrolifères de Mésopotamie était faite par une société privée, le Gouvernement français aurait une participation de 25% dans cette société ». Ultérieurement, le gouvernement britannique a envisagé de confier à la Turkish Petroleum Company (TPC), la concession des pétroles d'Irak et en 1923, à la suite de négociations entre les administrations françaises et anglaises et les dirigeants de la TPC le gouvernement britannique a demandé au gouvernement français de désigner une compagnie commerciale française pour prendre la suite et mener à bien les négociations. À ce moment-là, Raymond Poincaré, président du conseil, tient à développer l'indépendance de la France en matière de pétrole, et décide donc de créer un "groupe national du pétrole". Il charge Ernest Mercier de la fonder, en précisant, dans une lettre du 20 septembre 1923, l'objet, les conditions de son contrôle par l'État et la constitution de son capital. Ernest Mercier met, alors, en place le Syndicat français d'études pétrolières pour remplir cette mission. La direction en est confiée à Louis Tronchère.
Créée en 1924, grâce au transfert à la France de la participation allemande dans le consortium irakien, la Compagnie Française des Pétroles tient son premier conseil d'administration le 24 mars 1924,. Ernest Mercier est nommé président et Louis Tronchère, directeur. Le 28 mars 1924, la CFP reçoit les actions de la TPC..
À sa création, c'est une société anonyme au capital de 25 millions de francs (1924), représenté par 50 000 actions de 500 francs chacune, qui, en vertu de la convention signée le 17 mai 1924 avec le Gouvernement français, a le droit de souscrire aux 40.000 actions de la TPC. revenant à la France en exécution de l'accord de San Remo. En contre-partie, le Gouvernement reçoit certains droits de contrôle sur les opérations. Ses actionnaires, au nombre d'une vingtaine, sont des banques et distributeurs pétroliers français. Elle gère principalement sa participation dans la TPC.
En 1929, la Compagnie française de raffinage (CFR), filiale à 100 % de la CFP, est constituée. Elle crée un laboratoire de recherche à Paris (1929), la raffinerie de Normandie (1933) et la raffinerie de Provence (1935) ainsi qu'une filiale destinée à la flotte la Compagnie navales des pétroles (CNP). Elle est introduite à la Bourse de Paris.
En 1931, l'État entre, à hauteur de 35%, dans son capital, en faisant de fait une société mixte.
En 1938, c'est la Compagnie française de pétrole qui découvre le premier gisement au Qatar, à Dukhan.
En 1953, la Compagnie française des pétroles Algérie (CFPA), filiale à 100 % de la CFP, est créée. Elle exploite les gisements pétroliers récemment découverts sur le territoire algérien : gaz à Hassi R'Mel, pétrole à Hassi Messaoud. Elle est dissoute après la nationalisation algérienne des hydrocarbures le 24 février 1971.

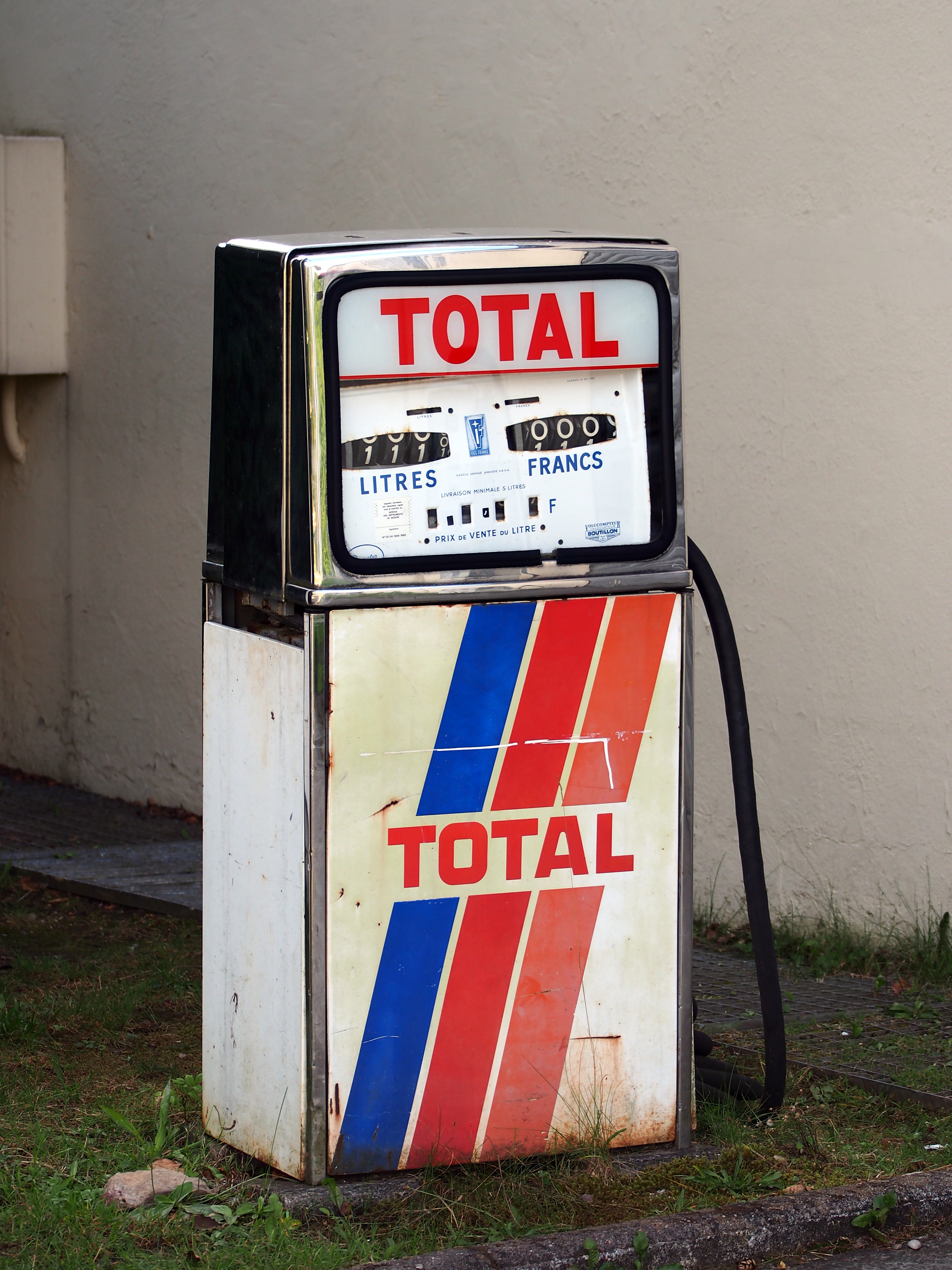
Pompe des années 1960.

Le 14 juillet 1954, la CFP distribue le pétrole qu'elle raffine sous la marque « Total », associée à un logotype utilisant les trois couleurs nationales. Le choix du nom « Total » est retenu car il est court et que l'entreprise a une ambition internationale, le nom ayant une signification et une prononciation identique dans de multiples langues.
En 1961, la compagnie fait la découverte de gisements offshore au Gabon.
En 1965 « Total − Compagnie française de distribution » (« Total-CFD », filiale de la CFP) et Desmarais frères fusionnent en 1965, alors que Desmarais était déjà actionnaire et songeait à racheter la CFP. La CFP détient alors près de 30 % du marché de la distribution pétrolière en France.
En 1982, le premier forage en eaux profondes (profondeur de 1 714 m) est réalisé en mer Méditerranée.
Le 21 juin 1985, la dénomination de l'entreprise est changée en Total − Compagnie française des pétroles (Total CFP) puis le 26 juin 1991 en Total.
En 1986, Total ouvre la première station-service automatique en France.
À partir des années 1990, l'entreprise devient un contributeur au développement du sport automobile, et plus particulièrement de la Formule 1 en France.
En 1993, sur l'initiative du gouvernement d’Édouard Balladur, une part importante des actions détenues par l'État est vendue à des investisseurs privés.

### Époque d'Elf Aquitaine
L'origine d'Elf Aquitaine remonte au 14 juillet 1939, jour où l'on découvre en France, à Saint-Marcet, dans le département de Haute-Garonne, un champ de gaz. À la suite de cette première découverte, la Régie autonome des pétroles (RAP) est créée. Encouragées par ce premier succès, les recherches continuent dans le Sud-Ouest de la France avec la création, en 1941, de la société nationale des pétroles d'Aquitaine (SNPA). Enfin, en 1945, est créé le Bureau de recherche de pétrole (BRP) avec pour but de rechercher du pétrole outre-mer.
La SNPA découvre après-guerre en 1951 le gisement de gaz de Lacq.
En décembre 1965, par la fusion de la RAP et du BRP, c'est la naissance de l'ERAP (Entreprise de recherches et d'activités pétrolières), holding pour toutes les sociétés existant à l'époque ; parmi celles-ci, se trouvent par conséquent la SNPA, qui devient la principale filiale de la nouvelle maison mère, et l'UGP qui rassemble quant à elle au sein de l'UGD (Union générale de distribution), les sociétés de distribution.
À partir du 28 avril 1967, le nom « Elf » est créé et le groupe vend désormais ses produits sous cette seule marque. Ce changement de nom est l'occasion d'instaurer une première marque visuelle : dans les semaines qui précédèrent la « nuit des ronds rouges » (en une soirée les différents réseaux de distribution de l'ERAP changent d'enseigne et adoptent la marque Elf) une campagne annonce bien mystérieusement : « Les ronds rouges arrivent ».

### Fusions de Total avec Petrofina et avec Elf Aquitaine
À la suite de la fusion avec la société belge Petrofina, la société devient TotalFina le 14 juin 1999. La Compagnie financière belge des pétroles – Petrofina (acronyme qui était l'adresse télégraphique de la société et qui en devint progressivement son nom) avait été créée le 25 février 1920 par un groupe d'investisseurs anversois.
Peu après la conclusion de la fusion avec Petrofina, TotalFina lance le 5 juillet 1999 une offre publique d'échange sur les actions d'Elf Aquitaine, alors que cette dernière se remet à peine de l'échec de son OPA sur la compagnie pétrolière privée norvégienne Saga Petroleum (en). TotalFina accroît de 30% son effectif, ses capacités de production ainsi que son chiffre d'affaires.
Le 22 mars 2000, soit moins d’un an après cette fusion, TotalFina acquiert Elf Aquitaine, le nouveau groupe prend alors le nom de TotalFinaElf (TFE). Il double quasiment son effectif, ses capacités de production ainsi que son chiffre d'affaires. Avec ce rachat, Fina ne représente plus que 5 à 10 % du nouveau groupe TotalFinaElf.
Albert Frère, le seul milliardaire belge, était le principal actionnaire de Petrofina lors de son rachat par Total et possédait des parts minoritaires dans le capital de Total au travers de deux sociétés holdings dont il est partiellement propriétaire : le Groupe Bruxelles Lambert et la Compagnie nationale à portefeuille. Vers l'an 2000, contrôlant indirectement 5 % du capital, il était considéré comme le plus gros actionnaire individuel de Total. Le groupe d'Albert Frère s'est ensuite progressivement désengagé de sa participation dans Total et en 2020 ne disposait quasiment plus d'aucune action Total.

### Évolution depuis 2000
Le 6 mai 2003, TotalFinaElf retrouve sa dénomination d'avant 1999 : Total.
Le 2 mai 2005, Total décide d'investir pour l'exploitation et le gisement Akpo, découvert en 2000 au Nigéria.
Lors de l'assemblée générale du 12 mai 2006, l'apport-scission d'Arkema a été approuvé. Arkema regroupait depuis 2004 les produits vinyliques, la chimie industrielle et les produits de performance. Pour chaque action Total détenue, un droit à attribution d'action Arkema était distribué, dix droits à attribution d'actions Arkema étant nécessaires pour obtenir une action d’Arkema. À compter du 18 mai 2006, Arkema est cotée à Paris sur Euronext.

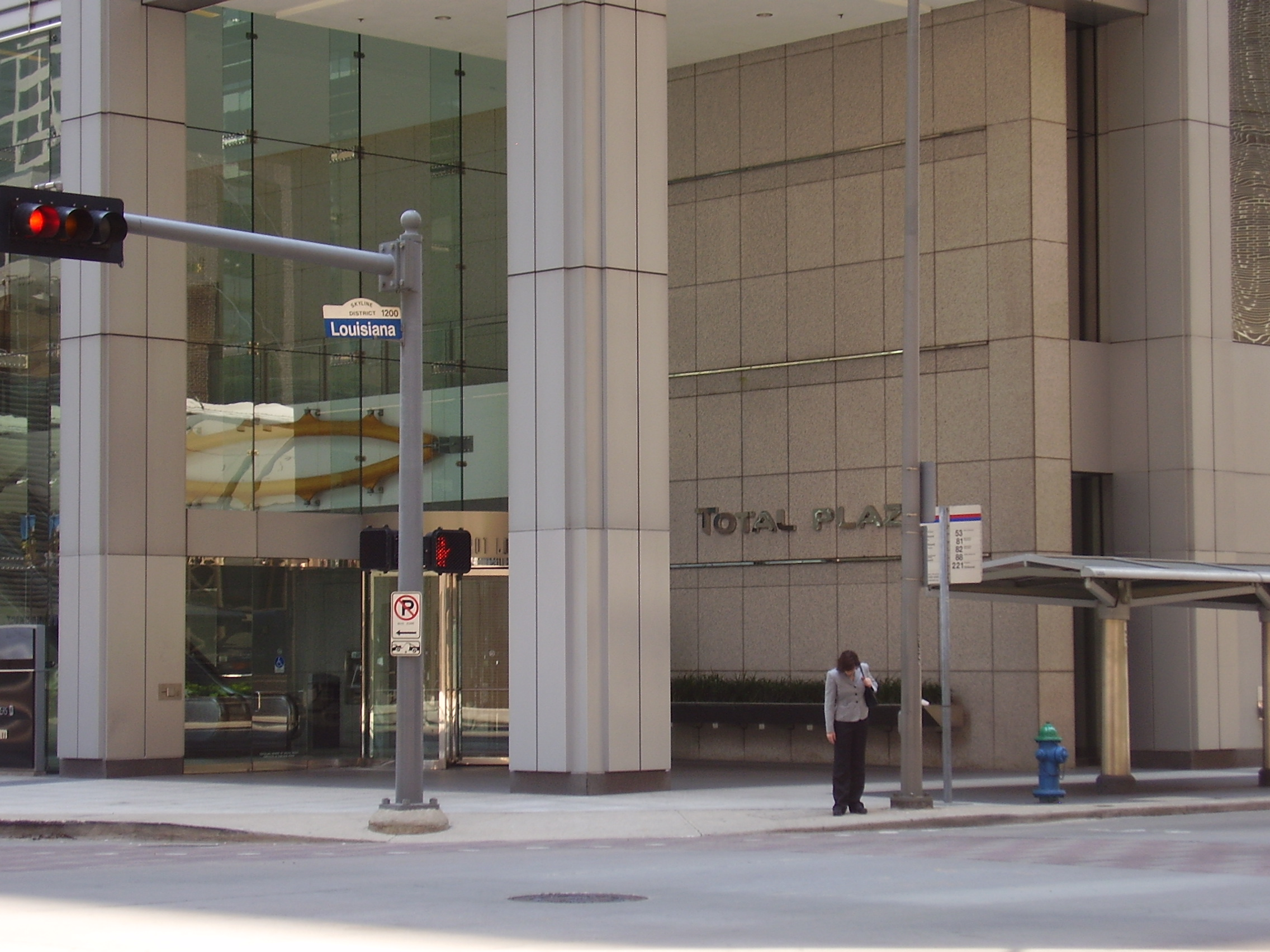
à Downtown Houston.

Fin 2007, le fonds souverain chinois State Administration of Foreign Exchange (Safe) investit 2,8 milliards de dollars et contrôle 1,6 % du capital de Total. Le fonds Safe devient le second actionnaire derrière le citoyen belge Albert Frère. Le groupe réagit positivement et Christophe de Margerie reconnaît avoir favorisé lui-même le processus, espérant développer sa présence sur le marché chinois.
En avril 2008, l'administration de Total ne semble pas souhaiter que les fonds souverains possèdent à moyen terme plus de 10 % du capital. En avril 2008, l'entrée au capital de Total de fonds publics d'investissements des pays du Golfe est prévisible et souhaitable, selon Christophe de Margerie. Le résultat de 20 milliards d'euros en 2008 est le record pour une société française.
En 2011, le Qatar investit 2 milliards d'euros dans le capital de Total et devient l'un des principaux actionnaires derrière les salariés et le milliardaire belge Albert Frère.
En avril 2010, Jarden acquiert auprès de Total Mapa-Spontex, entreprise française spécialisée dans les éponges, les gants de cuisine et les objets de puériculture, ce pour la somme de 335 millions d'euros.
Le 21 mai 2010, Christophe de Margerie est nommé président-directeur général de Total.
En 2011, le groupe choisit d’investir dans le secteur de l'énergie solaire : il acquiert 60 % du capital de l'américain Sunpower ; en outre, il crée l'enseigne de réseau de distribution de carburants à bas prix « Total Access », qu'il installe de préférence sur des stations-service qui avaient l’enseigne « elf ». En janvier 2013, une de ses filiales de distribution de carburants, Proseca, revend 55 % de ses stations Total françaises qui étaient principalement installées en ville. Cette même année, Total met un pied dans le commerce en ligne en lançant sa filiale de vente en ligne de fioul domestique Fioulmarket.[réf. souhaitée]
En septembre 2014, Arkema annonce son souhait d'acquérir la filiale de chimie de spécialités Bostik appartenant à Total et dont la valeur est estimée à 1,74 milliard d’euros. Le 20 octobre 2014, Christophe de Margerie, directeur général du groupe Total depuis 2007 puis président-directeur général depuis 2010, meurt brutalement dans un accident aérien à Moscou avec les trois membres d'équipage : Yann Pican, Maxime Rassiat et Ruslana Vervelle. Le président d'honneur du conseil d'administration Thierry Desmarest, en devenant à nouveau président du conseil d’administration, et Patrick Pouyanné, en tant que nouveau directeur général, sont nommés pour diriger le groupe. En 2014, Total est le cinquième groupe pétrolier privé du monde derrière les américains ExxonMobil et Chevron Texaco, l'anglo-néerlandais Royal Dutch Shell et le chinois PetroChina. En 2019, Total restera le cinquième, alors que le chinois passera au huitième rang.
Le 24 juin 2015, Total annonce le « transfert » à Gazprom des 25 % qu’elle possède dans le projet de développement de ce champ gazier situé à 600 kilomètres au large de Mourmansk. Cette cession est liée à l'effondrement des prix des hydrocarbures, conjugué à l’explosion des coûts de développement des projets ces dix dernières années. En septembre 2015, Total vend ses activités de distribution de carburant en Turquie à Demirören pour 325 millions d'euros. Le même mois, Total vend sa participation de 29,2 % dans le projet Fort Hills situé en Alberta à Suncor pour 239 millions de dollars. Le 16 décembre 2015, en plus de son rôle de directeur général de Total qu'il occupe depuis 2014, Patrick Pouyanné devient également le président du conseil d’administration. Il combine donc les rôles de président et directeur général. Le mandat de président de Thierry Desmarest est arrivé à échéance du fait de la limite d'âge prévue par le groupe. Patricia Barbizet devient également administrateur référent du groupe. 2015 est une année de crise pour le groupe, qui voit son chiffre d’affaires baisser de 30 % par rapport à celui de 2014.
Le 24 mars 2016, le ministre iranien du Pétrole annonce avoir signé un accord avec Total pour développer l'exploitation et la production dans le champ pétrolifère de South Azadegan. Le 19 avril 2016, Patrick Pouyanné annonce sa stratégie à l’horizon 2035. D'ici vingt ans, le groupe veut « être dans le « top 3 » de l'énergie solaire, se développer dans le trading d'électricité, dans le stockage de l'énergie, être leader sur les biocarburants, notamment les biocarburants destinés à l'aviation, mais aussi envisager des développements possibles dans les autres énergies renouvelables ». En mai 2016, Total acquiert Saft, un fabricant de batteries, pour 950 millions d'euros, afin de renforcer sa branche liée aux énergies renouvelables et met en vente Atotech, la dernière entreprise de son secteur chimique. En octobre 2016, après l’avoir mise en vente en mai, Total réalise la vente de sa filiale Atotech, spécialisée dans la métallisation, au fonds d'investissement Carlyle pour 3,2 milliards de dollars. Total a annoncé fin 2016 avoir conclu une alliance stratégique majeure avec le groupe brésilien Petrobras pour un montant de 2,2 milliards de dollars. Les accords de cette alliance portent notamment sur un ensemble d’actifs et de nouveaux partenariats dans l’« amont » et l’« aval » pétroliers. Selon Total, « Cette alliance permettra aux deux sociétés de conjuguer leur expertise mondialement reconnue sur l’ensemble de la chaîne de valeur du pétrole et du gaz, au Brésil comme à l’international ».
En juillet 2017, Total a annoncé avoir signé un contrat de 4,8 milliards de dollars pour développer un important champ gazier à Pars-Sud, en Iran, après la levée des sanctions contre le pays en 2015. En août 2017, Total rachète la branche pétrole du groupe Maersk pour un montant de 7,45 milliards de dollars, devenant la seconde plus grande compagnie pétrolière opérant en mer du Nord. Dans le cadre de cette acquisition, Maersk doit recevoir 4,95 milliards de dollars en actions de Total, et ce dernier doit reprendre 2,5 milliards de dettes de Maersk,. En novembre 2017, Total annonce la vente à API pour 700 millions d'euros de sa participation dans TotalErg, une coentreprise qui possède 2 600 stations-service en Italie, détenue conjointement avec Erg. De plus, Total revend à Statoil deux gisements en mer du Nord qui venaient d’être acquis auprès de Maersk en août, ce pour 1,45 milliard de dollars.
En juillet 2018, Total acquiert les activités liées au gaz naturel liquéfié d'Engie pour 1,5 milliard de dollars.
En mai 2019, Total annonce l'acquisition des activités d'Anadarko en Afrique, présente en Afrique du Sud, en Algérie, au Ghana et au Mozambique, pour 8,8 milliards de dollars. Cette acquisition se fait en parallèle de l'acquisition d'Anadarko par Occidental Petroleum,. Le même mois, Total annonce l'acquisition des activités de Toshiba dans le GNL aux États-Unis.
Fin août 2019, Total annonce l'acquisition de Vents d'Oc, une entreprise qui réalise des projets d'énergies renouvelables, principalement dans l'éolien,. Cette acquisition a été effectuée via la filiale d'électricité renouvelable Quadran, qui se nommera Total Quadran à partir du 1er septembre 2019. En août 2019, Total annonce le transfert de certaines de ses activités au Kenya, en Guyane et en Namibie à Qatar Petroleum.
Fin septembre 2019, Total annonce vouloir augmenter significativement ses actionnaires à travers les dividendes qui leur sont versés. L'augmentation annuelle sera de l'ordre de 5 ou 6 % contre 3 % auparavant.
Le 1er avril 2020, en pleine épidémie de coronavirus, le groupe verse 1,8 milliard d'euros de dividendes à ses actionnaires. Il met également à disposition pour 50 millions d'euros de bon d'essence à destination du personnel hospitalier.

Logo de Total de 2003 à 2021.

Au mois d'avril 2020, le groupe Total subit une pression de la part de certains de ses actionnaires (dont Crédit mutuel et La Banque Postale Asset Management) qui détiennent 1,35 % du capital. Ces actionnaires souhaitent que l'entreprise prenne un virage écologique et s'aligne sur les accords de Paris, dans un but surtout économique. Ces actionnaires ont présenté un texte qui sera débattu lors de l'assemblée générale. Il prévoit une plus grande intégration des principes écologiques énoncés par les accords de Paris. La résolution a peu de chances d'aboutir mais participe à créer une dynamique de défiance vis-à-vis de Total, de plus en plus pointé du doigt pour son manque de réactivité face au réchauffement climatique.
Le 18 mai 2020, le groupe Total annonce l'acquisition auprès d'Energias de Portugal (EDP) de son portefeuille de 2,5 millions de clients résidentiels et de deux centrales au gaz naturel (850 MW) pour 515 millions d'euros. Cette transaction s'inscrit dans la stratégie du groupe d'entrer sur le marché espagnol (12% de part de marché avec cette acquisition) et de compléter sa production d'énergie renouvelable par des installations non intermittentes.
Fin novembre 2020, un plan de départs volontaires est engagé par Total sur ses contrats français. Selon ce plan, environ 700 postes seront supprimés. Malgré la crise du Covid-19 qui a affecté les cours du pétrole et la consommation d'hydrocarbures, Total annonce un bénéfice net de 4,1 milliards de dollars en 2020, contre 11,8 milliards de dollars en 2019.
En mai 2021, à la suite d'annonces faites dès février,, l'assemblée générale des actionnaires adopte le changement de nom de Total en TotalEnergies. Cette opération est dénoncée par certaines ONG comme du greenwashing (écoblanchiment).
Le 9 février 2022, Patrick Pouyanné annonce une remise de 100 euros pour une partie des abonnés TotalEnergies au gaz, ainsi qu'une remise de dix centimes d'euros par litre de carburant pendant trois mois dans les 1 150 stations-services du groupe situées en zones rurales ; le coût de ces mesures étant estimé à 50 millions d'euros. Le lendemain, TotalEnergies annonce avoir réalisé un bénéfice net de 16 milliards de dollars en 2021, profitant de la forte hausse des cours d'hydrocarbures dans un contexte de relance post-Covid. Ces bénéfices serviront principalement à rémunérer les actionnaires sous forme de dividendes (7 milliards de dollars) et de rachats d'action (pour 2 milliards de dollars au premier semestre 2022).
Le 1er mars 2022, TotalEnergies s'engage à « ne plus apporter de capital à de nouveaux projets en Russie », précisant qu'il « condamne l'agression militaire de la Russie envers l'Ukraine » et qu'il « approuve l'étendue et la force des sanctions mises en place par l'Europe ». Le 22 mars, TotalEnergies décide de ne plus enregistrer de réserves prouvées au titre du projet de gaz naturel liquéfié Arctic LNG 2, et fin avril, il annonce la comptabilisation d'une provision pour dépréciation de 4,1 milliards de dollars, principalement liée au projet Arctic LNG 2. Malgré cela, le groupe réalise un bénéfice net de 4,9 milliards de dollars au premier trimestre 2022, son bénéfice opérationnel atteignant un niveau record de 9 milliards de dollars avant dépréciation, profitant de l'envolée des prix des hydrocarbures.
Début avril 2022, un groupe d'investisseurs, représentant 0,8 % du capital de TotalEnergies, dépose une résolution afin de mettre le groupe en conformité avec l'accord de Paris sur le climat.
Fin juillet 2022, TotalEnergies est retenu pour le projet Cape Ann, au Havre, d'un terminal méthanier flottant "provisoire",.
En mars 2023, Alimentation Couche-Tard annonce l'acquisition de 1 600 stations services Total en Allemagne et aux Pays-Bas. De même en Belgique et au Luxembourg, Couche-Tard et Total annoncent la création d'une coentreprise reprenant les 619 stations services de Total. TotalEnergies s'était déjà séparé, depuis 2015, de ses réseaux de distribution au Royaume-Uni, en Italie et en Suisse. À la suite de cette opération, il demeurerait à la tête de plus de 14 000 stations dans le monde, dont 3400 en France. L'opération lui permettrait d'avancer dans ses objectifs de décarbonation : il vise une baisse de 30 % de ses ventes de produits pétroliers d'ici à 2030, ce qui ferait baisser ses émissions de CO2 dites de scope 3, celles émises lors de la consommation de ses produits.
En 2023, TotalEnergies réalise plus de 19 milliards d’euros de bénéfices, soit le chiffre le plus élevé de son histoire.
Lors de l'assemblée générale de 2024, les actionnaires valident un développement des énergies fossiles, malgré la mobilisation d'activistes d'Extinction Rebellion pour sensibiliser les votants à l'urgence climatique. Par ailleurs une action, incluant des dégradations, a ensuite eu lieu au siège d'Amundi, qui est le premier actionnaire de TotalEnergies.

### Producteur et fournisseur d'électricité
Le 14 juin 2016, Total annonce l'acquisition de Lampiris, troisième fournisseur du marché résidentiel belge de gaz naturel et d’électricité verte, pour se développer dans la distribution du gaz et de l’électricité.
En juillet 2017, Total acquiert les deux centrales à cycle combiné gaz que possédaient le fonds d'investissement américain KKR dans le nord et l'est de la France soit une capacité de génération électrique d'environ 825 MW. En septembre 2017, Total annonce l'acquisition d'une participation de 23 % dans Eren RE, spécialisée dans la production d'énergie éolienne et solaire, pour 237,5 millions d'euros et annonce acquérir GreenFlex, spécialisée dans l'optimisation énergétique, pour 350 millions €.
À fin 2017, Total lance en France la marque Total Spring, nouveau nom de Lampiris, fournisseur de gaz naturel et d’électricité verte sur le marché des particuliers.
En avril 2018, Total annonce l'achat de 74 % de Direct Énergie, fournisseur et producteur français privé d'électricité et de gaz, auprès des principaux actionnaires, pour 1,4 milliard d'euros. Il acquiert ainsi deux nouvelles centrales à gaz à cycle combiné à Marcinelle en Belgique et à Bayet dans l'Allier en France et une à Landivisiau dans le Finistère.
Fin décembre 2018, le groupe tchèque EPH entre en négociation exclusive pour le rachat d'Uniper France, qui regroupe en France les unités de production électrique du groupe énergéticien allemand E.ON. Un accord prévoit la revente par EPH des deux tranches de cycle combiné de la centrale Émile-Huchet à Total en 2020.
En mai 2020, Total annonce l'acquisition à Energias de Portugal (EDP) d'un portefeuille de 2,5 millions d'abonnés gaz et électricité résidentiels en Espagne, soit une part de marché de 12 % dans le gaz et de 6 % dans l'électricité, ainsi que de deux centrales électriques fonctionnant au gaz en Navarre (850 MW), qui complèteront les 2 000 MWc de centrales solaires que Total compte développer en Espagne. Avec les acquisitions de Lampiris en Belgique (2016) et de Direct Énergie en France en 2019, la clientèle européenne de Total atteint 8,5 millions de clients. En janvier 2021, Total annonce l'acquisition d'une participation de 20 % d'Adani Green Energy, filiale spécialisée dans les énergies renouvelables d'Adani pour 2,5 milliards de dollars.
En février 2021, Total annonce l'acquisition de 2 200 MWc de projets solaires et 600 MW de projets de stockage par batterie, qui seront mis en service au Texas, à partir de 2023. Il avait déjà acquis en janvier 20 % du géant du solaire indien Adani Green Energy pour 2,5 milliards $ ainsi que le leader de la production de gaz renouvelable en France, Fonroche Biogaz, et créé une coentreprise avec le développeur nord-américain 174 Power Global pour 1,6 GW de projets solaires et de stockage aux États-Unis. Toujours en février 2021, Total annonce son intention de changer de nom lors de son assemblée générale le 28 mai 2021, pour s'appeler désormais TotalEnergies afin de se présenter comme un « énergéticien ». Le solaire, l'éolien, les batteries et la distribution d'électricité absorberont en 2021 plus de 20 % des dépenses d'investissement. Le groupe vise 35 GW de capacités d'énergies renouvelables en 2025 et 100 GW en 2030, en investissant 60 milliards $ dans ces énergies au cours de la prochaine décennie.
En juillet 2021, TotalEnergies annonce l'acquisition du réseau de distribution pour véhicule électrique Blue Charge à Singapour appartenant au groupe Bolloré.
En février 2022, TotalEnergies annonce l'acquisition de certaines des activités de SunPower, qu'il détient en majorité, pour 250 millions $. En avril 2022, TotalEnergies annonce l'acquisition de Core Solar, une entreprise américaine spécialisée dans les énergies renouvelables. En mai 2022, TotalEnergies annonce l'acquisition de 50 % de Clearway Energy Group, le 5e producteur américain d'énergie renouvelable, pour 2,4 milliards $. Clearway Energy Group dispose déjà de 7,7 GW de capacités renouvelables opérationnelles dans le solaire et l'éolien, et d'un portefeuille de 25 GW de projets à construire dans les énergies renouvelables et dans le stockage, dont 15 GW à un stade avancé de développement.
En décembre 2024, TotalEnergies annonce l'acquisition de VSB Group, un groupe allemand présent dans les énergies renouvelables, pour 1,57 milliard d'euros.

## Activités
Producteur de pétrole et de gaz, raffineur, distributeur et pétrochimiste, intervenant aussi dans l'énergie solaire.

### Exploration-production de pétrole et de gaz
Cette branche est chargée des activités d’exploration et de production de pétrole et de gaz naturel dans plus de 50 pays. La demande mondiale d'énergie va augmenter de 30 % d'ici 2040, prévoit l'AIE qui précise que le pétrole et le gaz continueront d’être des ressources indispensables pour y répondre. Les experts estiment que la consommation de gaz dans les prochaines années devrait croître plus rapidement que celle des autres énergies fossiles. En 2023, le groupe TotalEnergies prévoit que la part du gaz dans son chiffre d'affaires passera de 40 % en 2020 à 50 % en 2030.
Depuis l'année 2013, Total Exploration et production opère à Pau, sur son site du CSTJF, le supercalculateur Pangea. En 2016, Total en a triplé sa puissance pour la porter à 6,7 pétaflops, soit l'équivalent de plus de 80 000 ordinateurs[Lesquels ?]. Pangea devient ainsi le supercalculateur le plus puissant de l'industrie (en 2016) et se classe dans le top 10 mondial.
En 2015, Total a obtenu le renouvellement pour 40 ans de sa concession à Abou Dabi, contrôlée par la compagnie nationale Adnoc, qui lui apporte une production de 160 000 barils/j cette année-là.
Vingt-trois grands projets et gisements majeurs sont prévus d'entrer en production entre 2015 et 2020, dont Surmont 2 au Canada, Termokarstovoye en Russie, ou encore Gladstone LNG en Australie. Ces trois projets représentent près de 130 000 barils par jour pour Total. Total a également lancé plusieurs importants projets qui doivent contribuer à la production à compter de 2016, sur lesquels il est opérateur : Moho Nord au Congo (75 000 barils par jour, prévu pour 2016), Egina au Nigeria (48 000 barils par jour en 2018) et Kaombo en Angola (70 000 barils par jour en 2018).
En 2016, Total a été choisi par la compagnie nationale Qatar Petroleum pour participer à l'exploitation du champ pétrolier offshore géant Al Shaheen, situé dans le golfe persique. Total détient, pour une durée de 25 ans, 30 % de la concession du gisement, dont la production atteint 300 000 barils par jour.
Total exploitait les sables bitumineux mais a vendu ses parts depuis dans le projet reconnaissant son coût économique et écologique
En juin 2022, TotalEnergies est sélectionné par le Qatar pour prendre 25 % d'une coentreprise créée avec la compagnie nationale QatarEnergy (QE), qui détiendra elle-même 25 % du projet North Field East. TotalEnergies détiendra donc 6,25 % du projet. Le projet North Field East, lancé à l'été 2019, doit démarrer en 2026, produisant au total 32 Mt de GNL par an, grâce à la construction de 4 unités de liquéfaction de 8 Mt chacune. TotalEnergies s'est fixé pour objectif de faire passer la part du gaz naturel à 50 % de ses ventes en 2030 contre 45 % en 2020 et 48 % en 2021. Il est déjà numéro deux mondial privé du GNL, derrière Shell, avec une production annuelle de 17 Mt. Le 24 septembre 2022, TotalEnergies et Qatar Energy signent l'accord d'investissement portant sur la participation dans la gestion du plus grand gisement de gaz naturel au monde, que l'émirat se partage avec l'Iran,.
Les partenaires du projet Mozambique LNG (TotalEnergies 26,5 %, trois sociétés indiennes : 30 %, le Japonais Mitsui 20 %, le Thaïlandais PTTEP 8,5 % et l'État du Mozambique 15 %) se mettent d'accord en mai 2023 pour reprendre l'exploitation du site, suspendue en 2021 à la suite d'attaques djihadistes, dès que les mesures préconisées par le rapport commandé à Jean-Christophe Rufin sur la situation humanitaire dans la province de Cabo Delgado auront été mises en œuvre. Ce rapport conclut que la sécurité s'est améliorée et préconise une série d'actions à mener afin d'améliorer les actions de développement. Mozambique LNG constitue le plus gros investissement privé jamais réalisé sur le continent africain : 23 milliards de dollars. Sa capacité annuelle de 13 millions de tonnes de GNL représente le quart de l'objectif 2025 de TotalEnergies : 50 millions de tonnes annuelles en portefeuille.

### Gaz, renouvelables et électricité
En avril 2016, Patrick Pouyanné a annoncé la création, en septembre 2016, d'une nouvelle branche d'activité : « Gas, renewables and power » qui regroupe l’aval gaz, les énergies renouvelables ainsi que des activités d’efficacité énergétique.
Cette orientation se manifeste par l'achat de plusieurs entreprises en 2016. En effet, Total a lancé le 9 mai 2016 une OPA amicale à 950 millions d’euros sur Saft, fabricant français de batteries de haute technologie. Le 14 juin 2016, Total annonce l'acquisition du fournisseur belge de gaz et d'électricité Lampiris pour 180 millions d'euros. Lampiris compte 850 000 clients en Belgique et 200 000 en France.
Total se montre intéressé par les secteurs liés aux énergies nouvelles : le solaire et les biotechnologies. Le solaire pourrait être la première source d’électricité de la planète à l’horizon 2050 selon l’Agence internationale de l'énergie. Total est ainsi propriétaire des firmes produisant des panneaux solaires Tenesol et, depuis 2011, Sunpower, l'un des acteurs de l’énergie solaire aux États-Unis. Total développe et détient également des participations dans des fermes solaires via Total Solar.
En 2015, Total et SunPower ont achevé la construction dans le désert californien de la plus grande centrale solaire au monde, SolarStar, d’une capacité de 747 MW (dc). En novembre 2016, Total et SunPower ont annoncé leur intention de fournir les panneaux solaires pour équiper 5 000 stations-service d’ici 2021.
Total a annoncé fin 2017 le lancement sur le marché français des particuliers de Total Spring, une offre de gaz naturel et d’électricité présentée par l'entreprise comme « verte ». « Total Spring » est le nouveau nom en France de l'opérateur belge Lampiris racheté par Total en juin 2016.
En avril 2018, Total annonce l'achat de 74 % de Direct Énergie pour 1,4 milliard d'euros. Il lancera ensuite une offre de rachat du solde des actions, valorisant l'entreprise à 1,9 milliard d'euros et 2,5 milliards d'euros en incluant la dette de Direct Énergie. Avec les 1,5 million de clients déjà détenus en France et en Belgique grâce à l'acquisition de Lampiris, les 2,6 millions de clients de Direct Énergie portent Total au 1er rang des concurrents d'EDF en France, derrière Engie (4 millions de clients) ; Total vise plus de 6 millions de clients en France, ce qui impliquerait de passer de 7 à 15 % de part de marché.
En février 2020, Total annonce l'acquisition d'un portefeuille de projets solaires de 2 GW en Espagne ; en Inde, le groupe va prendre une participation de 50 % dans la filiale d'énergie solaire du conglomérat Adani, qui dispose d'1 GW de capacités plus un portefeuille de projets ; au Qatar, Total s'est associé au japonais Marubeni et à des énergéticiens locaux pour construire la première centrale solaire de grande envergure de l'émirat, qui devrait alimenter 10 % de la demande d'électricité du pays d'ici à la Coupe du monde de 2022. Le groupe prévoit d'atteindre 25 GW de capacités renouvelables (essentiellement solaires) en 2025, contre 3 GW en 2019.
Le 3 juin 2020, Total annonce un accord avec SSE Renewables, filiale du distributeur d’énergie écossais Scottish and Southern Energy, pour l'acquisition d'une participation de 51 % dans le projet éolien Seagreen 1 situé à 27 kilomètres au large des côtes écossaises, dont la puissance de 1 140 MW en fera le plus grand parc éolien offshore écossais ; une extension pouvant aller jusqu’à 360 MW est incluse dans l'accord. Total est déjà entré en mars 2020 sur le marché de l'éolien flottant avec une prise de participation de 80 % dans le projet Erebus, situé en mer Celtique au Pays de Galles.
En janvier 2021, Total rachète Fonroche Biogaz, le leader de la production de gaz renouvelable en France avec une capacité de production de 0,5 TWh, soit 10 % de parts de marché. Total vise une production de 1,5 TWh de biométhane d'ici à 2025, et pour 2030, le groupe ambitionne de fournir avec du biométhane 10 % de la consommation de ses centrales à gaz européennes et ainsi de réduire leurs émissions de 500 000 tonnes équivalent CO2 par an. Au niveau mondial, Total vise 4 à 6 TWh de biogaz en 2030.
En mai 2021, Total relance le développement d'un projet d'exploitation et de liquéfaction de gaz naturel en Papouasie-Nouvelle-Guinée. L'étude du projet Papua LNG, retardée du fait de la pandémie, reprend début 2023. TotalEnergies détient 40,1 % des parts de Papua LNG et annonce son intention de céder 2 % à JX Nippon qui détient 4,7 % de PNG LNG.
En janvier 2022, TotalEnergies remporte un projet éolien offshore de 2 GW en Écosse : « West of Orkney Windfarm », qui porte à 8 GW son portefeuille éolien marin en développement ou en construction dans le monde, dont 60 % d'éolien posé et 40 % d'éolien flottant.
En avril 2022, TotalEnergies annonce l'acquisition de la société Core Solar et de son portefeuille de 4 GW de projets solaires et de stockage d'électricité aux États-Unis.
En juillet 2022, TotalEnergies et compagnie pétrolière nationale des ÉAU, ADNOC a été signé un accord énergétique « pour la coopération dans le domaine des fournitures énergétiques ». Human Rights Watch a déclaré que l'accord ne devrait pas ignorer les violations des droits de l'homme aux Émirats arabes unis et de nombreuses organisations des droits de l'homme ont critiqué et écrit une lettre ouverte au président français Macron pour exprimer la préoccupation concernant les violations des droits de l'homme en cours aux ÉAU.
Fin août 2022, TotalEnergies a annoncé qu'il avait conclu un accord le 18 juillet 2022 avec son partenaire russe Novatek pour vendre une participation de 49% dans la société Terneftegaz, qui exploite le champ gazier de Thermokarstboye en Russie.
Le 30 septembre 2022, TotalEnergies organise une permanence publique à Annay (Nièvre) afin d'échanger avec les habitants au sujet d'un projet d'implantation de six éoliennes dans ce village de Bourgogne-Franche-Comté. Une partie importante de la population locale semble opposée à ce projet, notamment parce qu'elle préfère l'électricité produite à partir du nucléaire comme cela se fait à Belleville-sur-Loire (Cher), à proximité d'Annay.
Le 6 mars 2023, TotalEnergies finalise l'acquisition du premier producteur polonais de biogaz, Polska Grupa Biogazowa (PGB). Avec la capacité de production de biométhane de 700 GWh dont il disposait grâce notamment au rachat du leader français Fonroche en 2021, les 400 GWh apportés par PGB permettent à TotalEnergies d'accéder au deuxième rang européen dans le biométhane, derrière Shell-Nature Energy, et d'avancer vers ses objectifs fixés à 2 TWh de capacités en 2025 et 20 TWh en 2030. La Pologne dispose du quatrième plus grand potentiel en Europe en matière de biométhane.
Le 27 avril 2023, TotalEnergies publie les résultats en repli au titre du premier trimestre 2023, en raison de la baisse du prix des hydrocarbures et annonce un nouveau programme de rachats d'actions pouvant atteindre 2 milliards de dollars d'ici à fin juin.
En mai 2023, l'entreprise annonce s'associer au producteur belge d'hydrogène Tree Energy Solutions.
En juillet 2023, TotalEnergies officialise la décision finale d’investissement au Texas pour l'acquisition de 17 % des parts du projet d'usine de liquéfaction de gaz Rio Grande LNG, à Brownsville (Texas), développé par l’américain NextDecade et cofinancé par le fonds d’investissement Global Infrastructure Partners. TotalEnergies compte prélever 5,4 Mt/an (millions de tonnes par an) durant vingt ans, à compter de 2027, soit près du tiers de la capacité du terminal.
Le 12 juillet 2023, TotalEnergies s'associe à BP pour remporter une enchère visant à investir plus de 12,6 milliard d'euros dans la construction des parcs éoliens en mer en Allemagne, dont trois parcs en mer du Nord et un en mer Baltique, afin de contribuer à la réalisation de l'objectif allemand de produire 80 % d'électricité à partir d'énergies renouvelables à l'horizon 2030.
En octobre 2023, TotalEnergies s'engage à investir 98,8 milliards de dollars dans des projets énergétiques au Brésil.
En janvier 2024, la Commission européenne autorise l’acquisition de la société allemande Quadra Energy par TotalEnergies. Fin octobre 2023, TotalEnergies avait signé un accord avec la Fondation Aloys Wobben (AWS) afin d’étendre son portefeuille d’actifs solaires.
En mai 2024, l'entreprise annonce l'implication de sa co-entreprise spécialisée dans des projets d’hydrogène vert, TE H2 - créée en 2020 -, en Tunisie,.

### Raffinage-chimie
Le raffinage-chimie constitue un pôle industriel majeur de TotalEnergies regroupant les activités de raffinage, de pétrochimie, de chimie de spécialités et de production de biocarburants. Il emploie plus de 50 433 personnes en 2016.

#### Raffinage-pétrochimie
La pétrochimie comprend la pétrochimie de base (oléfines et aromatiques) et les dérivés polymères (polyéthylène, polypropylène, polystyrène, résines d’hydrocarbure).
Total dispose d’une capacité de raffinage d'environ deux millions de barils par jour en 2016.
Sur les dix-neuf raffineries dans lesquelles le groupe TotalEnergies détient des participations, il en exploite cinq en direct en France :
- la raffinerie de Normandie en baie de Seine ;
- la raffinerie de Donges dans l'estuaire de la Loire ;
- la raffinerie de Provence sur la rive sud de l'étang de Berre, au nord de Marseille ;
- la raffinerie de Feyzin au sud de Lyon, en bordure du Rhône ;
- la raffinerie de Grandpuits en Seine-et-Marne, au sud-est de Paris.

#### Chimie de spécialités
Les activités de chimie de spécialités comprennent la transformation des élastomères et la chimie de métallisation :
- procédés chimiques de spécialités et équipements pour la fabrication de circuits imprimés, de supports de circuits intégrés et de semi-conducteurs : Atotech. En janvier 2017, Total a finalisé la cession d’Atotech pour 3,2 milliards de dollars[142] ;
- transformation du caoutchouc : Hutchinson ;
- CCP Composites, filiale créée le 1er juillet 2011, a été cédée fin 2014 au groupe chimique italien Polyn[143] ;
- Bostik, spécialisé dans les adhésifs a été vendu au groupe Arkema en 2015[144].

Jusqu'en mai 2006, date de la « spin-off » Arkema, le pôle chimie de Total, regroupait au sein de la filiale Atofina, scindée depuis en Arkema d'une part et Total Petrochemicals d'autre part, les activités de chimie industrielle et produits de performance héritées de Total, Fina et Elf.

#### Bioénergies et biocarburants
Fermentation, thermochimie, micro-algues sont les trois voies de transformation de la biomasse sur lesquelles TotalEnergies est actif.
Dans la fermentation, l'entrée au capital de la startup américaine Amyris est une étape clé pour TotalEnergies, l'idée étant de produire des « molécules avancées » (jet fuel, lubrifiants, biodiesel) à court/moyen terme sur une base sans compétition avec l'alimentaire.
Dans la thermochimie, TotalEnergies est partenaire du projet Biotfuel lancé en 2010 qui vise à développer une chaîne de production de biocarburants de 2e génération de type gazole et kérosène. Biotfuel est un projet soutenu par l’Ademe (fonds démonstrateur de recherche) et le conseil régional de Picardie.
En 2015, Total annonce investir 200 millions d’euros dans sa raffinerie de Provence, La Mède à Châteauneuf-les-Martigues (Bouches-du-Rhône), pour la convertir en unité de production de biocarburants à partir de biodiesel et créer ainsi la première bio-raffinerie française.

### Négoce et transport
L’activité de transport permet l’approvisionnement du raffinage en pétrole brut et le transport des produits raffinés vers les lieux de consommation[source insuffisante].
Le négoce de pétrole brut et de produits pétroliers est confié à Totsa (Totsa Total Oil Trading SA) basée à Genève. Celui de gaz et d'électricité à Total Gas & Power Limited, basée à Londres.

### Aviation civile
La filiale de Total SASCA (pour société d'avitaillement et de stockage de carburant) fournit 150 compagnies aériennes en carburant,.

### Marketing et services

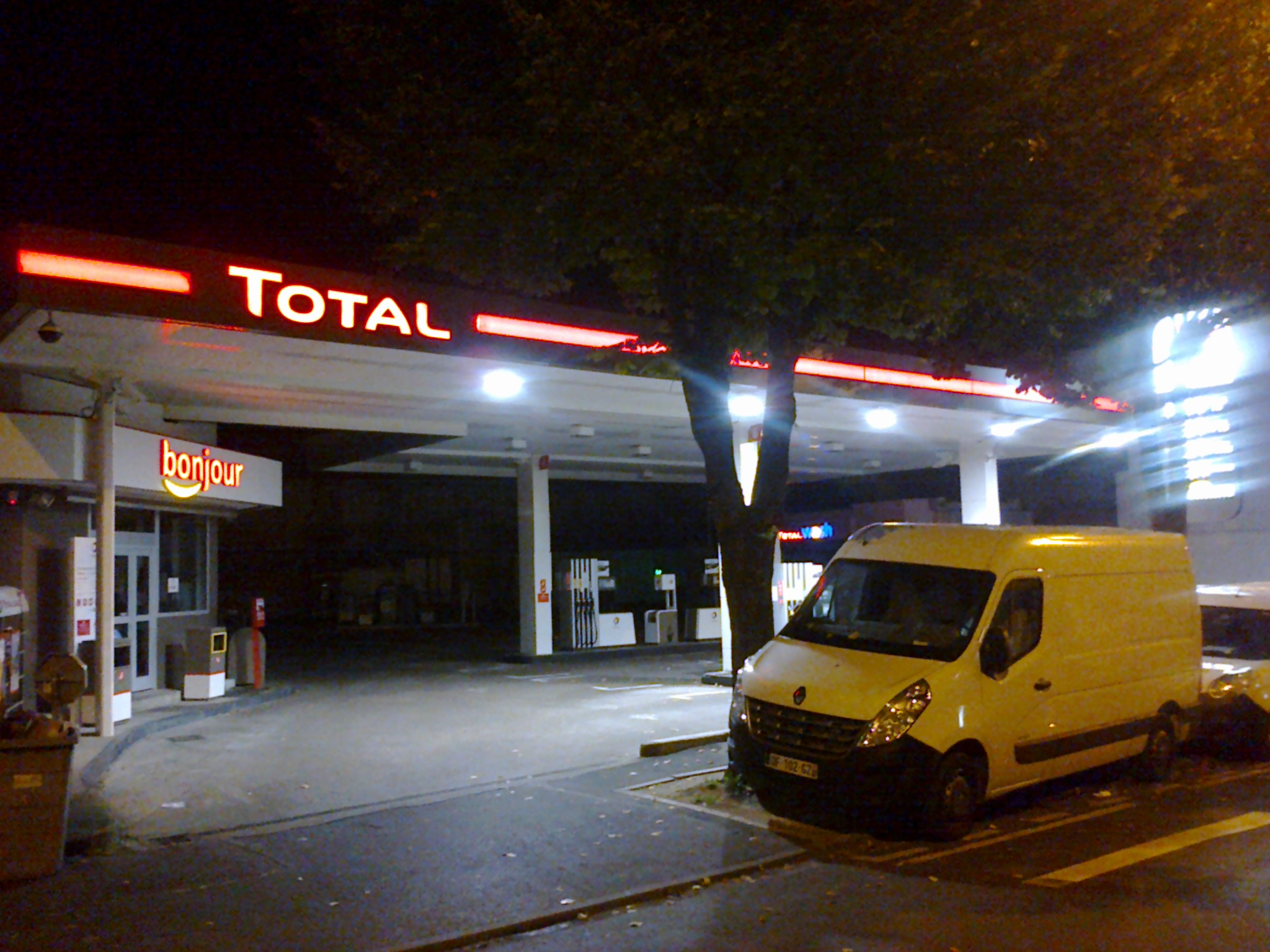
Ancien Branding de Total à Chaville.

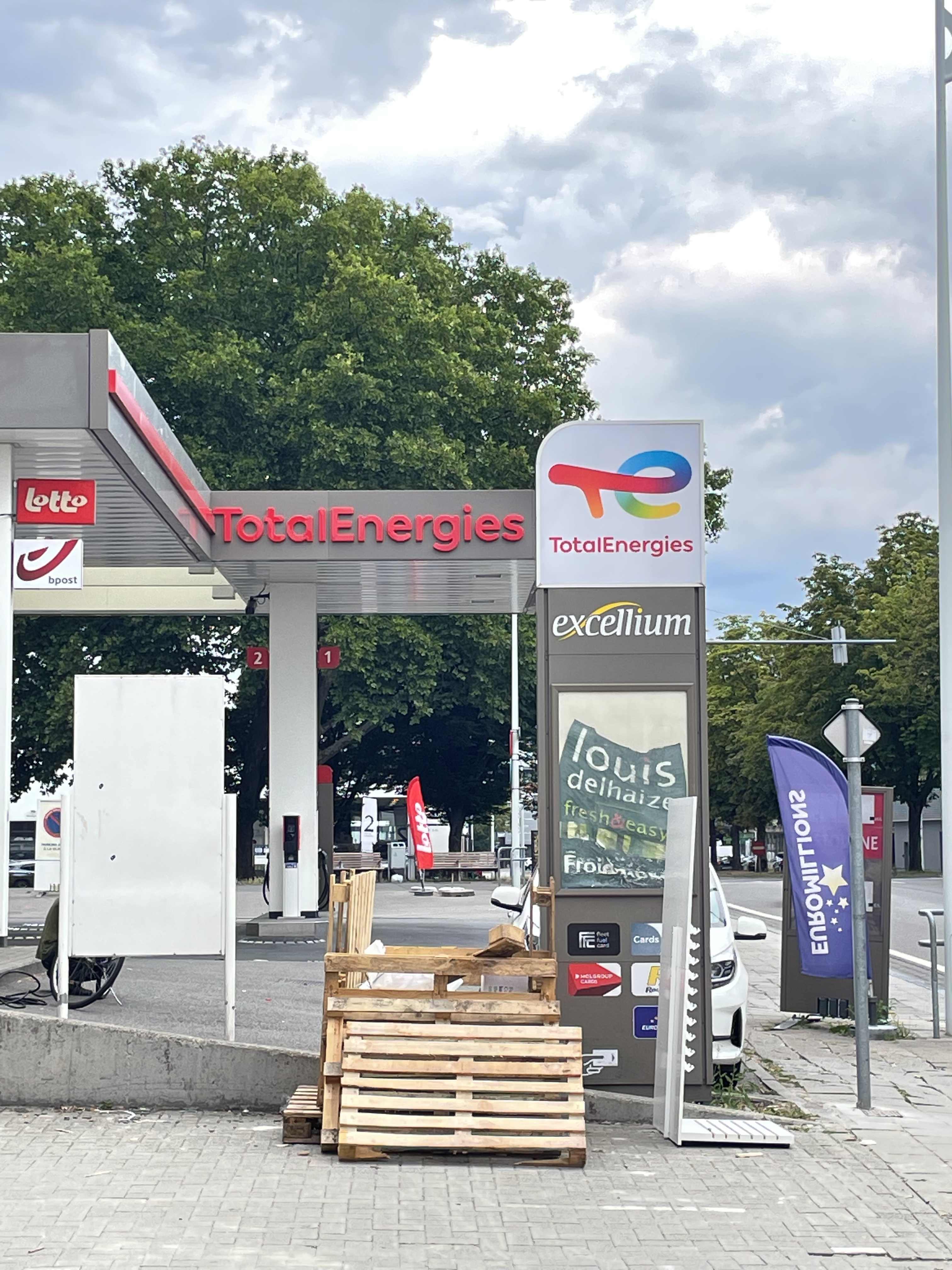
Station TotalEnergies à Liège (Grivegnée).

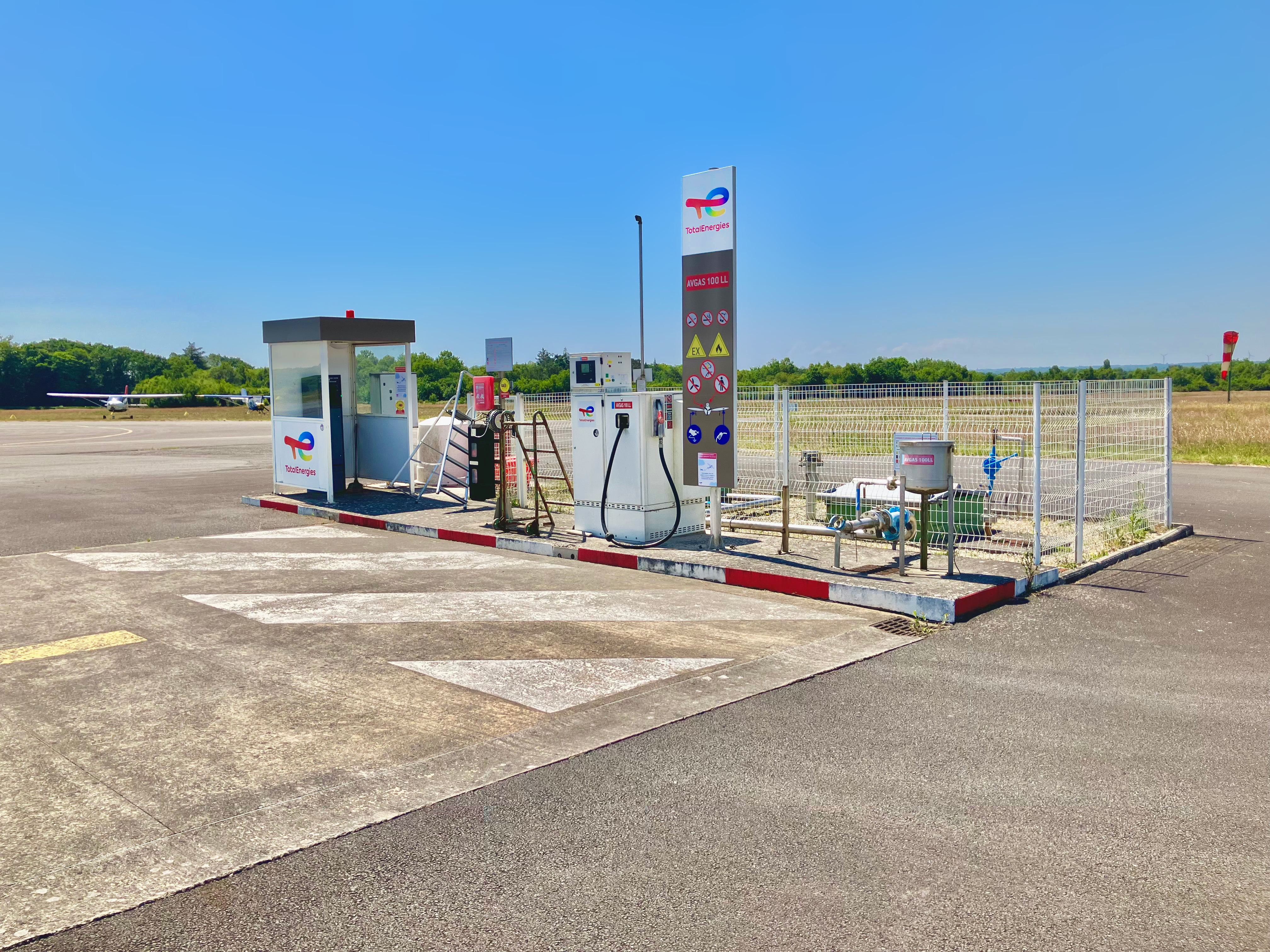
La station TotalEnergies de l’aérodrome Bel Air de Dinan-Trélivan en Côtes-d'Armor.

Cette branche est chargée du développement des activités de distribution de produits pétroliers (carburant, lubrifiants, fluides spéciaux, GPL, fioul, bitumes, graisses lubrifiantes, additifs et carburants spéciaux, etc.), et des services aux particuliers et aux professionnels dans les secteurs de la mobilité, de l’habitat et de l’industrie.
Total annonce un réseau mondial de 16 461 stations-service en 2016 et environ 4 millions de clients par jour. En Europe de l’Ouest, Total dispose d’un réseau de plus de 8 300 stations-service (hors AS24, poids lourds), réparties entre la France, la Belgique, les Pays-Bas, le Luxembourg, l’Allemagne, et l’Italie. En 2011, les stations services discount Elf sont remplacées par le réseau Total Access de stations à bas prix,. Fin 2013, on compte 600 stations Total Access, ce qui représente près d’un tiers du réseau Total.
Le groupe est le premier distributeur sur le continent africain. Fin décembre 2015, Total a annoncé l’ouverture de stations services en Angola avec l'entreprise pétrolière angolaise Sonangol.

### TotalEnergies Global Services
Cette branche regroupe plusieurs fonctions support de TotalEnergies qui sont globalisées : informatique, comptabilité, formation, achats, administration des ressources humaines, services immobiliers et généraux.[réf. nécessaire]

### Recherche et développement
TotalEnergies dispose de 18 centres de recherche internes adossés aux branches opérationnelles du groupe dans lesquels travaillent 4 900 ingénieurs et techniciens. L'entreprise a créé plusieurs chaires industrielles avec le Collège de France (développement durable-environnement, énergie et société), l'Institut français du pétrole (Sédimentologie et caractérisation des réservoirs) et l'ESPCI ParisTech (Énergies, carbone et environnement)[source insuffisante]. Elle détient 17 % des parts d'Amyris (en), une startup de biologie de synthèse[source insuffisante].
Les ondelettes sont inventées par Jean Morlet en 1984 alors que celui-ci est ingénieur de recherche chez Elf, racheté ensuite par Total. Il les étudie pour résoudre des problèmes de traitement des signaux pour la prospection pétrolière.
En 2015, Total a investi un milliard de dollars dans la recherche et développement et 7,4 milliards de dollars d’investissements en R&D sont prévus entre 2015 et 2019, dont 25 % consacrés aux cleantechs et aux problématiques environnementales. En 2016, plus de deux cents demandes de brevets ont été déposées par Total.
En juin 2019, Total s'équipe du onzième supercalculateur mondial sur le site du CSTJF à Pau, d'une puissance de 31,7 pétaflops, afin d'améliorer son imagerie sismique pour l'exploration de gisements.
En décembre 2020, le gouvernement norvégien donne son feu vert au financement du projet Northern Lights, porté par Equinor, Shell et Total, qui consiste à stocker du CO2 issu des rejets industriels sous la mer du Nord afin d'en limiter les effets de serre. Il s'agit du plus grand projet au monde de stockage de CO2, avec une capacité de 1,5 million de tonnes annuelles, soit moins de 0,004 % des émissions annuelles mondiales. Il devrait démarrer en 2024.

### Holding
TotalEnergies a aussi annoncé la création de deux nouveaux pôles au sein de son siège en plus de son pôle finances qui regroupe les directions financière, assurances et systèmes d’information :
- le pôle People & Social Responsibility qui regroupe les directions ressources humaines, hygiène sécurité environnement, sûreté et une nouvelle direction engagement société civile ;
- le pôle Strategy – Innovation qui regroupe les directions stratégie & climat, chargée notamment de prendre en compte dans la stratégie de TotalEnergies l’objectif de limiter le réchauffement climatique à 2 °C, affaires publiques, audit, recherche et développement, le chief digital officer et le directeur technologie Groupe.

## Présence

Une des quelque 15500 stations-service TotalEnergies réparties dans le monde.

Présent dans 130 pays, le groupe est la cinquième compagnie pétrolière et gazière internationale.
TotalEnergies emploie plus de 100 000 salariés, avec plus de 150 nationalités représentées, et exploite un réseau de plus de 16 400 stations-service dans le monde principalement implantées en Europe et en Afrique.
Environ 200 filiales sont situées en France, 45 sont situées au Royaume-Uni, 11 au Canada, et une soixantaine aux Pays-Bas, ou encore 15 aux Bermudes, trois aux Îles Caïmans et trois au Luxembourg, et souvent le lieu d'immatriculation de la filiale diffère de son lieu d'opérations : ainsi Angola Block 14 B.V, l'une des filiales du groupe, est immatriculée aux Pays-Bas mais exerce ses activités en Angola alors qu'Angola LNG limited f14, une autre filiale, qui est active en Angola, est elle immatriculée aux Bermudes.
Patrick Pouyanné, président-directeur général de TotalEnergies, a annoncé en janvier puis mars 2015 que le groupe « travaille au retrait effectif » de neuf de ses filiales situées dans des paradis fiscaux d’ici la fin 2016, et que depuis 2012, quatorze filiales enregistrées «  dans des pays considérés comme des paradis fiscaux » selon les critères du groupe, à savoir les Bermudes et les Îles Caïmans, ont été retirées pour être transférées en France ou aux Pays-Bas. Cependant l'entreprise estime que « pour des raisons opérationnelles ou juridiques, notamment dans les cas où Total n'est pas l'actionnaire décisionnaire dans les sociétés en question », elle ne pourra pas retirer toutes ses filiales des paradis fiscaux. Selon M. Pouyanné, ces filiales étaient dans des paradis fiscaux « non pour des raisons d'optimisation fiscale, mais pour des raisons comptables, ou juridiques » (comme la possibilité d'y tenir des comptes en dollars). Le journal Le Monde note que cette décision coïncide avec l'annonce par l'OCDE de sa volonté de faire une priorité de la lutte contre l'optimisation fiscale après qu'en octobre 2014, plus de quatre-vingts pays ont préparé un système d'échange automatique d'informations financières (d'ici à 2017-2018) visant à informer toutes les administrations fiscales des avoirs financiers placés à l'étranger par les contribuables dont chacune a la charge.

### Répartition géographique de la production et des réserves en 2016
Production en milliers de barils équivalents pétrole par jour :
- Afrique : 634 ;
- Amériques : 279 ;
- Asie Pacifique : 265 ;
- Europe et Asie Centrale : 757 ;
- Moyen-Orient et Afrique du Nord : 517.

Réserves en milliers de barils équivalents pétrole par jour :
- Afrique : 1 872 ;
- Amériques : 1 804 ;
- Asie Pacifique : 982 ;
- Europe et Asie Centrale : 4 126 ;
- Moyen-Orient et Afrique du Nord : 2 734.

### Afrique
Total est présent en Algérie depuis 1952.
Total est très présent en Afrique subsaharienne. L'Afrique représente une grande part de la production de liquides (pétrole et condensats) du groupe. Le Nigéria et l'Angola sont les deux pays africains les plus importants quant à la production du groupe. Total est le premier opérateur au Congo-Brazzaville, et le premier distributeur de produits pétroliers au Sénégal. Fin mars 2016, le Sénégalais qui occupait le poste de directeur Afrique – Moyen-Orient de la branche Marketing & Services de Total, Momar Nguer, devient le directeur général de la branche Marketing & Services et membre du Comité exécutif de Total, ce qui traduit l'importance du continent dans la stratégie du groupe.
En 2015, plusieurs filiales africaines de Total affichent de forts reculs sur le plan financier, avec un chiffre d'affaires en baisse de 19 % pour Total Sénégal, et de 45 % pour Total Gabon.

#### Burkina Faso
Le 18 février 2025, TotalEnergies confirme son départ du Burkina Faso, après 70 ans de présence.

#### Gabon
Au Gabon, les premières missions de reconnaissance par des géologues français remontent à 1928. Le dressage de la première carte topographique et géologique du Gabon représente 20 ans de travail. Le Gabon est l'un des fiefs historiques d'Elf. Total Gabon voit le jour le 30 juillet 1949 sous le nom Société des Pétroles d’AfriqueÉquatoriale Française. Le 18 juillet 1973, la société se renomme Elf Gabon, et finalement Total Gabon le 18 septembre 2003. Aujourd'hui, le groupe Total possède 58 % de Total Gabon, les autres parts étant réparties entre l'État gabonais (25 %) et le public (17 %).
En novembre 2010, Total Gabon relance l'exploration à terre du bassin sédimentaire gabonais sur les sites de Mutamba-Iroru, DE7 et Nziembou.
En 2014, le Gabon réclame à Total Gabon la somme de 805 millions $ représentant le montant des impôts que la filiale française doit au pays africain sur son activité 2008-2010,. En 2016, Total Gabon annonce sur l'exercice 2015 un chiffre d'affaires de 842 millions $, contre 1,538 milliard $ en 2014, un recul de 45 %.

#### Cameroun

Prix des carburants à Douala en avril 2020 (en francs CFA).

En 2005, TotalEnergies, associé à Pecten Cameroon Company, investit 11 millions de dollars (8,5 millions d'euros) dans l'exploration du bloc Dissoni dans le Rio del Rey.

#### Mali
En janvier 2025, TotalEnergies vend la totalité des stations-services à Coly Energy Mali, une filiale gérée par la société béninoise Bénin Petro.

#### République du Congo
En 1968, ELF-ERAP obtient un permis général de recherches des autorités gabonaises. Aujourd'hui, l’entreprise française y est présente à travers deux activités majeures : l’exploration-production, activité dans laquelle Total est leader au Congo, et le marketing-services, où Total fait figure de second distributeur de produits pétroliers du pays. L'entreprise emploie environ 960 employés, travaille avec 1 326 salariés, produit 60 % de la production nationale de pétrole, et opère six des dix sites majeurs du pays,[source insuffisante].
Total E&P Congo S.A., filiale congolaise destinée à l'exploration et à la production est née en 1969 ; elle a depuis réalisé la moitié des puits d'exploration forés en république du Congo, mis en production seize champs et découvert environ 65 % des réserves. Le premier gisement en offshore profond découvert au Congo fut Moho-Bilondo en 1998, à une profondeur d'eau de 700 mètres,.
Désormais, Total mise sur le projet Moho Nord, dont les attentes s'élèvent à une production de 140 000 barils de pétrole par jour par des profondeurs d'eau comprises entre 450 mètres et 1 200 mètres. Moho Nord représente donc un défi technologique à dix milliards de dollars dont la production démarrera en 2017, ce qui en fait le projet pétrolier le plus important de l’histoire du Congo[source insuffisante].
Total M&S Congo S.A. ou Total Congo S.A., filiale congolaise spécialisée dans la distribution de produits pétroliers, est née de la privatisation du secteur aval pétrolier en 2002.
Total Congo S.A. est le second distributeur de produits pétroliers en République du Congo et compte à ce jour environ 50 stations-essence à travers le pays.

#### Sénégal
Total détient également une participation de 69 % dans Total Sénégal. Présent au Sénégal depuis 1954, Total est le premier distributeur de produits pétroliers dans le pays. En 2001, à la suite de l'absorption de Elf Aquitaine par Total, Total Sénégal et Elf Oil Sénégal ont fusionné en préservant la dénomination Total Sénégal. Depuis le 20 février 2015, Total Sénégal S.A. est cotée à la Bourse régionale des valeurs mobilières d'Abidjan (BRVM). Son capital est ouvert au grand public sur le marché financier de l’UEMOA.
Le groupe s'est lancé dans la course du marché des stations-service. À travers son réseau de stations-service, Total souhaite devenir un acteur du service de proximité, n'hésitant pas à transformer ses boutiques en épiceries multi-fonctions. L'enjeu de cette transformation est tellement stratégique que Total exclut de ses solutions de paiement en stations Wari qui affiche les mêmes ambitions sur le marché des services de proximité, et que l'Association sénégalaise des pétroliers (ASP) accuse le gouvernement du pays de faire une faveur à Total en gelant les implantations de stations-service à Dakar (70 % du marché national) juste après que le pétrolier français ait fini de s'imposer dans la capitale.
Pour 2015, Total déclare un chiffre d’affaires de 357,211 milliards FCFA, contre 422,987 milliards FCFA en 2014, soit un recul de 19 %.
En décembre 2016, un accord est signé qui vise à donner à Total les droits d'exploration de pétrole offshore profond sénégalais dans la partie nord du permis de Saint-Louis après la découverte d'un des plus importants gisements d'Afrique de l'Ouest. La perspective d'y extraire le gaz naturel pour l'injecter directement dans le gazoduc de l'Afrique de l'Ouest (sous couvert que son extension jusqu'au Maroc se réalise) en direction de l'Europe est très attrayante pour le groupe énergétique français.

#### Ouganda
Le projet « Tilenga » dans lequel TotalEnergies est l’opérateur principal prévoit de forer, principalement dans l’aire naturelle protégée de Murchison Falls, 419 puits de pétrole. L’objectif est de produire près de 200 000 barils de brut par jour. Un oléoduc de plus de 1 440 kilomètres doit être construit pour faire transiter le pétrole d’Ouganda jusqu’à un port de Tanzanie.
TotalEnergies est mis en demeure par plusieurs ONG françaises et ougandaises pour violation des droits humains. Des dizaines de milliers de personnes ont été expulsées, parfois sans compensation financière. En outre, le projet représente une menace pour l'environnement « pollution des sols, du lac Albert et du Nil dont ce dernier est une des sources, pollution de l’air par le torchage (brûlage du gaz émis par l’extraction de pétrole) et perturbation des milieux naturels pour les animaux du parc national Murchison Falls »,.
Barclays et le Crédit suisse ont fait savoir publiquement qu'ils ne participeraient pas au financement de ce projet, et BNP Paribas, la Société générale et le Crédit agricole ont également décidé de s'abstenir, car « le projet est trop dur à défendre ».

### Moyen-Orient
Les Émirats arabes unis et le Qatar, où Total est respectivement présent depuis 1939 et 1936, sont les deux principaux pays du Moyen-Orient quant aux activités de production pour le groupe,.

#### Irak
Dans les années 1990, Total a exercé des pressions pour que les sanctions de l'ONU contre l'Irak soient levées. Des accords avaient en effet été conclus de longue date avec la dictature de Saddam Hussein pour l'exploitation des gisements de Nar Umr et des îles Madjnoun (dont les réserves étaient respectivement estimées à 6 et 20 milliards de barils). En 2003, l'invasion américano-britannique de l'Irak a temporairement entraîné son éviction des gisements irakiens. L'été 2007 voyait finalement la révélation publique de l'existence d'un accord conclu entre Total et Chevron pour l'exploitation de ces deux gisements d'importance.
Total a été impliqué dans le volet français de l'affaire Pétrole contre nourriture. Total était accusé d'avoir versé entre 1996 et 2001 de commissions occultes via un homme d'affaires suisse, Jean Caillet, et sa société, Telliac. Total ainsi que ses cadres, ont été relaxés le 8 juillet 2013 par le tribunal correctionnel de Paris.

#### Iran
Total a signé un important contrat gazier en Iran entre 1996 et 2003. Conclu en 1997 avec la société pétrolière nationale iranienne NIOC, il associait aussi le russe Gazprom et le malaisien Petronas pour exploiter une partie du gigantesque champ gazier offshore de South Pars, à 100 km des côtes iraniennes, qui contiendrait la moitié des réserves de gaz naturel iraniennes, les deuxièmes au monde.
En raison des sanctions américaines contre l'Iran, Total est contraint de payer 300 millions de dollars aux États-Unis après un accord « à l'amiable ».
Un accord passé en 2004 prévoit la production de gaz naturel liquéfié avec la société pétrolière malaisienne Petronas. Le groupe français a investi plus de deux milliards de dollars dans ce projet opérationnel depuis 2002.
En Iran, le groupe n'avait plus aucune production depuis 2010 mais prévoit d'y relancer son activité en 2016. Total a en effet signé début 2016 un accord cadre pour l'achat de 150 000  à   200 000 barils de brut par jour.
En novembre 2016, l'Iran et Total ont annoncé la signature d’un accord de principe pour le développement d'un important champ gazier situé dans le Golfe : le développement de la phase 11 du champ gazier de Pars Sud, d'un montant de six milliards de dollars.
Total serait intervenu directement auprès de Jacques Chirac et Dominique de Villepin pour éviter des sanctions internationales contre l'Iran dans le dossier de l'enrichissement d'uranium[réf. incomplète].
Le parquet de Paris a ouvert en décembre 2006, une information judiciaire pour « abus de biens sociaux » et « corruption d'agents publics étrangers ». L'enquête concerne des soupçons de versements de commissions occultes pour l'exploitation d'un champ pétrolifère offshore iranien, en 1997. Cette enquête fait suite à la découverte par la justice suisse, dans le cadre d'une enquête pour blanchiment, de soixante millions d'euros sur deux comptes qui pourraient avoir transité vers l'Iran via un intermédiaire. Une partie serait revenue à l'un des fils de l'ancien président iranien Hachemi Rafsandjani.
Christophe de Margerie a été mis en examen le 22 mars 2007 et laissé en liberté sous contrôle judiciaire. Certaines perquisitions n'ont pu avoir lieu du fait de la « protection des intérêts fondamentaux de la nation ».
En juillet 2017, Total signe le plus gros contrat signé en Iran depuis la levée des sanctions et l'accord sur le nucléaire, d'un montant de 4,8 milliards de dollars, pour l'exploitation du champ gazier de South Pars.
Le 21 décembre 2018, le tribunal correctionnel de Paris condamne Total à une amende « symbolique » de 500 000 euros pour « corruption d'agent public étranger » dans le cadre de l'affaire des pots-de-vin versés entre 2000 et 2004. Les avocats du groupe ne se sont pas exprimés à l'issue du verdict.

### Asie

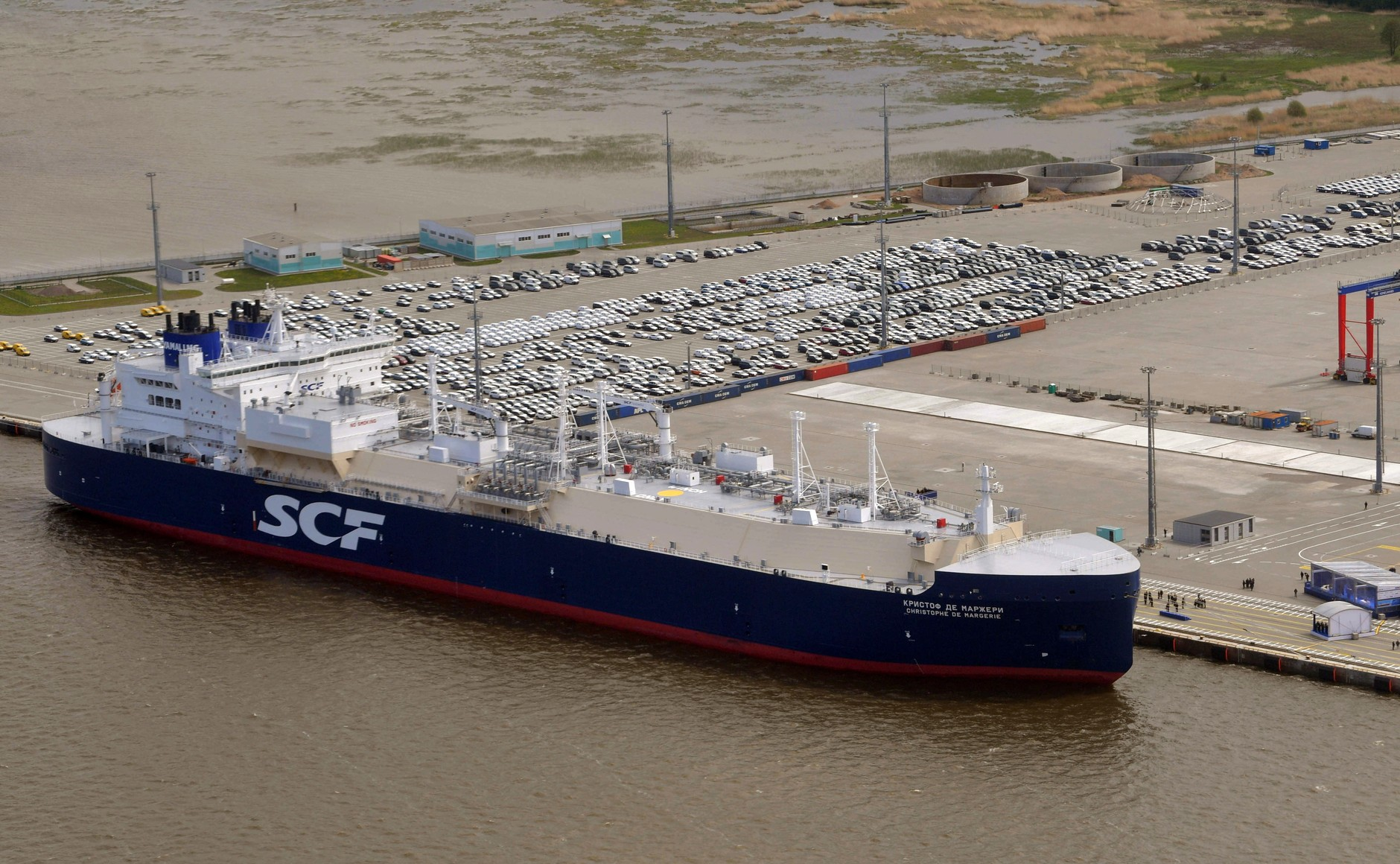
Le méthanier russe Christophe-de-Margerie.

TotalEnergies est implanté en Birmanie, en Thaïlande, en Indonésie et en Russie.
Le groupe détient des parts de Yamal LNG, compagnie chargée de développer un champ gazier dans la Péninsule de Yamal, en Russie : le Théâtre Mariinsky de Saint-Pétersbourg doit sa renaissance au soutien financier du président-directeur général de Total Christophe de Margerie. Valery Gergiev le fait entrer au conseil d'administration et le met en contact, dans le cadre de l'amitié culturelle franco-russe, avec son ami Vladimir Poutine. L'objectif de Christophe de Margerie est l'obtention du contrat avec la société Novatek pour l'exploitation des gisements de gaz de la péninsule de Yamal. Le contrat est signé en 2011 avec Guennadi Timtchenko et Leonid Mikhelson, les principaux actionnaires de Novatek. Après la mort de Christophe de Margerie, le chantier de Yamal est réalisé par Total entre 2014 et 2017. Le navire méthanier qui transportera le gaz naturel liquéfié vers l'Europe est baptisé par Vladimir Poutine Christophe-de-Margerie,.
TotalEnergies annonce être préoccupé à la suite du coup d'État mené par l'armée birmane le 1er février 2021, mais qu'il continuera d'opérer en Birmanie car lié à ses partenaires locaux par un contrat qu'il souhaite honorer.
En 2020, la Russie a représenté 16,6% de la production annuelle de liquides et de gaz naturel de TotalEnergies avec 175 millions de barils équivalents pétrole (Mteb) sur un total de 1.051 millions de barils. À l'occasion du conflit en Ukraine, TotalEnergies annonce sa décision de ne plus investir sur de nouveaux projets en Russie, tout en restant présente sur les projets en cours. Par ailleurs TotalEnergies est présent au capital du géant gazier russe Novatek à hauteur de 19,4% du capital

### Amériques
TotalEnergies est principalement implanté au Canada, aux États-Unis d'Amérique et en Argentine. Il est présent dans l’exploration et la production aux Etats-Unis depuis 1957.
Au Canada, TotalEnergies détenait des participations dans plusieurs projets d'exploitation de sables bitumineux dans la province de l'Alberta : 50 % (depuis 20 ans) dans le gisement de Surmont, d'une capacité brute de production de 150 000 bl/j (barils par jour) et 25 % dans celui de Fort Hills, mis en production le 29 janvier 2018, dont la production devrait atteindre 180 000 bl/j. Mi-2014, le groupe avait suspendu ses travaux d'ingénierie sur les projets de Joslyn et Northern Lights au Canada, leur coût ne passant pas les critères de rentabilité du groupe. Depuis, TotalEnergies s'est complètement désengagé des sables bitumineux.
En janvier 2018, Total fait une découverte « majeure » dans le golfe du Mexique avec un puits foré d'une profondeur finale de 8 898 mètres. Total avait acquis une participation de 40 % dans la zone Ballymore en septembre 2017, dans le cadre d’un accord d’exploration avec Chevron (60 %, opérateur) portant sur sept zones de prospection de la partie orientale et centrale du golfe du Mexique.

## Organisation

### Liste des présidents de TotalEnergies depuis la création de la société
- Ernest Mercier : président (1924-1940)
- Jules Mény : président-directeur général (1941-1943)
- Marcel Champin : PDG[b] (1943-1945)
- Victor de Metz : PDG (1945-1971)
- René Granier de Lilliac : PDG (1971-1984)
- François-Xavier Ortoli : PDG (1984-1990)
- Serge Tchuruk : PDG (1990-1995)
- Thierry Desmarest : PDG (1995-2007) - président (de 2007 à 2010 et à nouveau[c] d’octobre 2014 à décembre 2015)
- Christophe de Margerie : directeur général (2007-2010) puis PDG (2010-2014)
- Patrick Pouyanné : directeur général (depuis octobre 2014) puis PDG[b] (depuis décembre 2015)

| Portrait                                                              | Identité                                                    | Période      | Période                                                    | Durée             |
| Portrait                                                              | Identité                                                    | Début        | Fin                                                        | Durée             |
| --------------------------------------------------------------------- | ----------------------------------------------------------- | ------------ | ---------------------------------------------------------- | ----------------- |
| Ernest Mercier                                                        | Ernest Mercier (4 février 1878 - 11 juillet 1955)           | 1924         | 1928                                                       | 4 ans             |
| Pas de portrait sous licence libre disponible pour Jules Mény.        | Jules Mény (17 septembre 1890 - avril 1945)                 | 1928         | 1943                                                       | 15 ans            |
| Pas de portrait sous licence libre disponible pour Marcel Champin.    | Marcel Champin (d)                                          | 1943         | 1945                                                       | 2 ans             |
| Victor de Metz                                                        | Victor de Metz (28 avril 1902 - 31 janvier 1982)            | 1945         | 1971                                                       | 26 ans            |
| René Granier de Lilliac                                               | René Granier de Lilliac (27 octobre 1919 - 21 octobre 2009) | 1971         | 1984                                                       | 13 ans            |
| François-Xavier Ortoli, 1973.                                         | François-Xavier Ortoli (16 février 1925 - 29 novembre 2007) | 1984         | 1990                                                       | 6 ans             |
| Pas de portrait sous licence libre disponible pour Serge Tchuruk.     | Serge Tchuruk (né le 13 novembre 1937)                      | 1990         | 1995                                                       | 5 ans             |
| Pas de portrait sous licence libre disponible pour Thierry Desmarest. | Thierry Desmarest (18 décembre 1945 - 9 janvier 2024)       | 1995         | 2007                                                       | 12 ans            |
| Christophe de Margerie                                                | Christophe de Margerie (6 août 1951 - 20 octobre 2014)      | février 2007 | 20 octobre 2014 (mort dans l'exercice de sa profession (d) | 7 ans et 8 mois   |
| Patrick Pouyanné en 2017.                                             | Patrick Pouyanné (né le 24 juin 1963)                       | octobre 2014 | En cours                                                   | 10 ans et 10 mois |

### Comité exécutif en 2024
- Patrick Pouyanné (président directeur général)[208]
- Thierry Pflimlin (directeur général Marketing & Services)
- Nicolas Terraz (directeur général Exploration-Production)
- Jean-Pierre Sbraire (directeur Financier)[209]
- Bernard Pinatel (directeur général Raffinage-Chimie)
- Stéphane Michel (directeur général Gas, Renewables & Power)
- Namita Shah (directrice générale OneTech)

## Données financières et boursières
TotalEnergies fait partie des cinq « supermajors » : elle est en 2025 la quatrième des cinq plus grosses entreprises du secteur à l'échelle mondiale (excluant les compagnies pétrolières nationales Saudi Aramco, Sinopec et China National Petroleum Corporation), derrière ExxonMobil, Shell et Chevron, et avant BP.
C'est la première entreprise française en chiffre d'affaires, la 3e entreprise d'Europe et la 30e entreprise mondiale, ainsi que la 20e capitalisation boursière de la zone euro en 2025.

### Rémunérations des dirigeants
Patrick Pouyanné :
- 2015 : traitement de base 1 200 000 € et part variable 1 814 400 €.
- 2016 : traitement de base 1 400 000 €, part variable 2 339 400 €, avantages en nature 58 945 € et actions de performance 2 122 200 € soit au total 5 920 545 €[214]
- 2017 : traitement de base 1 400 000 €, part variable 2 400 300 €, avantages en nature 67 967 € et actions de performance 2 134 200 € soit au total 6 002 476 €[140]
- 2021 : traitement de base 1 400 000 €, part variable 2 506 000 €, avantages en nature 65 329 € et actions de performance 1 972 800 € soit au total 5 944 129 €
- 2022 : traitement de base 1 550 000 €, part variable 2 731 875 €, avantages en nature 71 604 € et actions de performance 2 192 000 € soit au total 6 545 479 €

Sources : document de référence 2016, 2017 et 2022 déposés à l'Autorité des marchés financiers (article 212-13 du règlement général de l'AMF).

### Finances
| Année | Produits des ventes | Résultat net part du groupe | Résultat net ajusté part du groupe |
| ----- | ------------------- | --------------------------- | ---------------------------------- |
| 2004  | 100 481             | 10 868                      | 9 131                              |
| 2005  | 122 618             | 12 273                      | 12 003                             |
| 2006  | 132 689             | 11 768                      | 12 585                             |
| 2007  | 136 824             | 13 181                      | 12 203                             |
| 2008  | 160 331             | 10 590                      | 13 920                             |
| 2009  | 112 153             | 8 447                       | 7 784                              |
| 2010  | 140 476             | 10 571                      | 10 288                             |
| 2011  | 166 550             | 12 276                      | 11 424                             |
| 2012  | 182 299             | 10 694                      | 12 361                             |
| 2013  | 171 655             | 8 440                       | 14 292                             |
| 2014  | 212 018             | 4 244                       | 12 837                             |
| 2015  | 143 421             | 5 087                       | 10 518                             |
| 2016  | 127 925             | 6 196                       | 8 287                              |
| 2017  | 149 099             | 8 631                       | 10 578                             |
| 2018  | 184 106             | 11 446                      | 13 559                             |
| 2019  | 176 249             | 11 267                      | 11 828                             |
| 2020  | 119 704             | −7 242                      | 4 059                              |
| 2021  | 184 634             | 16 032                      | 18 060                             |
| 2022  | 263 310             | 20 526                      | 36 197                             |
| 2023  | 218 945             | 21 384                      | 23 176                             |
| 2024  | 195 610             | 15 758                      | 18 264                             |

Source : Documents de référence déposés à l'Autorité des marchés financiers (article 212-13 du règlement général de l'AMF)

### Bourse
- Actions cotées à la Bourse de Paris
- Membre de l'indice CAC 40, Euro Stoxx 50, Stoxx Europe 50, Global Titane
- Quatrième capitalisation boursière française en juin 2024[216]
- Code Valeur ISIN : FR0000120271
- Valeur nominale : euro
- Certification financière : MSI 20000

| Année                                             | 2004 | 2005 | 2006 | 2007  | 2015  | 2017  | 2024  |
| ------------------------------------------------- | ---- | ---- | ---- | ----- | ----- | ----- | ----- |
| Nombre d'actions cotées en millions               | 649  | 635  | 615  | 2 426 | 2 385 | 2 426 | 2 412 |
| Capitalisation boursière en milliards d'euros     |      |      | 115  |       | 101   | 140   | 149   |
| Nombre de transactions quotidiennes (en millions) |      |      | 2,5  |       |       |       | 4,7   |

Le 18 mai 2006, le nominal de l'action a été divisé par quatre pour ramener le cours de l'action au niveau des standards du CAC 40.
En mai 2023, Patrick Pouyanné indique à l'assemblée générale que la part des investisseurs institutionnels américains dans le capital est montée à 46 % contre 37 % un an auparavant.
À la suite de l'augmentation de capital réservée aux salariés de TotalEnergies en juin 2024, la participation des salariés au capital de TotalEnergies SE s’élève à 8,13 %.
En février 2025, les investisseurs américains détiennent 40 % du capital de TotalEnergies et représentent 50 % des investisseurs institutionnels. La part des investisseurs français, qui pesaient près de 30 % du capital il y a encore quelques années, est tombée à 15 %.

### Imposition
Depuis 1966, Total bénéficiait du régime fiscal du bénéfice mondial consolidé (BMC), abrogé par l'Assemblée nationale en 2011, qui lui permettait, selon Mediapart, d'échapper en grande partie à l'impôt sur les sociétés en France. Le bilan consolidé pour l'exercice 2010 fait apparaître une charge d'impôt de 10,228 milliards (7,751 milliards en 2009, et 14,146 milliards en 2008). Mais cet impôt est en très grande majorité payé hors de France, où Total n'effectue que le raffinage, qui est déficitaire. De ce fait, Total n'a payé aucun impôt sur les sociétés en France en 2009, 2010, 2012, 2013 et 2014.
D'après les documents de référence publiés annuellement par Total, consultables sur le site internet de la société, le taux d’imposition du groupe a été de 34,1 % pour l'année 2019.

## Contribution au réchauffement climatique

### Émissions de gaz à effet de serre
Total est l'une des plus grandes entreprises mondiales du secteur pétrolier et gazier, l'un des plus émetteurs de gaz à effet de serre, responsables du réchauffement climatique. Ces émissions peuvent être décomposées en plusieurs parties :
- Les émissions liées à la consommation d'énergie des installations industrielles du groupe : extraction des hydrocarbures, raffinage du pétrole brut, liquéfaction de gaz, pétrochimie. Elles correspondent aux scopes 1 et 2 d'un bilan des émissions de gaz à effet de serre (BEGES) et s'élèvent à environ 40 millions de tonnes équivalent CO2 en 2019 selon Total[225].
- Les émissions dues à la combustion des produits pétroliers et du gaz naturel utilisés par les consommateurs, qui correspondent à une partie du scope 3 d'un BEGES. Elles atteignent environ 400 millions de tonnes équivalent CO2 en 2019 pour les produits vendus par Total.
- Les fuites de méthane qui surviennent notamment lors de l'extraction, du transport et de la distribution des hydrocarbures. Selon l'Agence internationale de l'énergie, l'ensemble du secteur pétrolier et gazier a ainsi émis 70 millions de tonnes de méthane en 2020, ce qui représente plus de deux milliards de tonnes équivalent CO2[226].

Le 3 novembre 2022, Greenpeace accuse TotalEnergies de sous-estimer les émissions de gaz à effet de serre dont il est responsable, qui seraient près de quatre fois supérieures aux déclarations de TotalEnergies, et de ne pas être suffisamment transparent sur sa méthode de calcul. Greenpeace a saisi l'Autorité des marchés financiers. TotalEnergies riposte en mettant à son tour en cause la méthodologie de Greenpeace.
Selon The Guardian, Total serait à l’origine de 0,95 % des émissions industrielles mondiales de gaz à effet de serre entre 1988 et 2015,.
Une enquête réalisée par les ONG françaises Éclaircies et Data For Good indique que TotalEnergies est liée à 23 "bombes carbone", représentant 12% du budget carbone restant pour limiter le réchauffement à 1,5 °C, soit la deuxième entreprise la plus impliquée dans ces bombes carbone au niveau mondial.
| Année       | 2015 | 2018 | 2019 | 2020 | 2021 | 2023 | 2024 |
| ----------- | ---- | ---- | ---- | ---- | ---- | ---- | ---- |
| Scope 1 & 2 | 46   | 42   | 41,5 | 38,4 | 35,7 | 35   | 34   |
| Scope 3     | 410  | 400  | 410  | 350  | 370  | 351  | 342  |

Un rapport de Greenpeace (octobre 2023) énumère trente-trois projets super-émetteurs dans lesquels TotalEnergies est impliquée, qualifiés de « bombes climatiques ».
En août 2024, le régulateur de la publicité en Afrique du Sud a jugé que la façon dont TotalEnergies fait la promotion du développement durable dans une campagne publicitaire dans ce pays est trompeuse. La campagne visée a été réalisée en collaboration avec l'autorité sud-africaine de protection de la nature, Sanparks, pour encourager les gens à visiter les parcs nationaux du pays.
En 2024, TotalEnergies promet une baisse de 80 % de ses émissions de méthane d'ici à 2030. Le groupe pétrolier à la différence de la majorité de ses concurrents qui « traînent les pieds », va déployer de nouveaux outils de détection de fuites sur tous ses actifs opérés.

### Engagements de réduction des émissions de GES
En 2020, Total s'engage à réduire les émissions de CO2 de ses propres installations industrielles (« scopes 1 et 2 » des bilans carbone) : extraction des hydrocarbures, raffinage , liquéfaction de gaz, pétrochimie, ainsi que l'énergie que ces actifs consomment. Ces émissions totalisent aujourd'hui un peu plus de 40 millions de tonnes de CO2 par an chez Total et devront être réduites à zéro en 2050. Total s'engage également, comme la plupart des pétroliers européens, à agir sur ses émissions de « scope 3 », celles qui sont émises lors de l'utilisation de ses produits par les consommateurs finaux, qui sont dix fois plus importantes : 410 millions de tonnes de CO2 en 2019. Total vise, sur ce point également, la neutralité carbone (émissions nettes réduites à zéro) en 2050, mais seulement pour l'Europe, avec une étape intermédiaire, d'une réduction de 30 % en Europe d'ici à 2030. Pour le reste du monde, qui représente 40 % des émissions de scope 3 de Total, Patrick Pouyanné explique que le groupe s'aligne avec les objectifs des marchés sur lesquels il opère. L'ONG Oil Change International juge ces engagements largement insuffisants : « Il faudrait que le groupe cesse toute nouvelle mise en exploitation de gisement d'hydrocarbures dès maintenant pour être en ligne avec le scénario de réchauffement limité à 1,5 degré inscrit dans l'Accord de Paris en 2015 ».
Plusieurs ONG parmi lesquelles Greenpeace, Reclaim Finance, The Shift Project et Oxfam France ainsi que le cabinet Carbon4 Finance estiment que le plan de Total est largement insuffisant pour respecter l'objectif d'une hausse maximale de la température moyenne de 1,5 degré Cesius tel que défini par l'accord de Paris sur le climat de 2015. Outre un effort globalement trop « marginal », sont critiqués la transition du pétrole vers le gaz naturel (aux fortes émissions de GES, bien que moindres que celles du pétrole), le recours à la séquestration du carbone (plantation de forêts, séquestration géologique du dioxyde de carbone) et enfin le calendrier de la transition, jugé trop tardif,,,. En avril 2023, l'ONG néerlandaise Follow This annonce avoir déposé, avec des investisseurs, une résolution pour soumission à l'assemblée générale des actionnaires de TotalEnergies, intégrant l'objectif de limiter encore plus les émissions de gaz à effet de serre.
Le 27 avril 2023, TotalEnergies annonce la cession de ses actifs canadiens dans les sables bitumineux à Suncor pour un montant de 4,1 milliards de dollars.
Le 14 septembre 2023, TotalEnergies lance un appel d'offres pour l'achat de 500 000 tonnes d'hydrogène vert par an en Europe, soit l'équivalent de près de la moitié de la consommation actuelle d'hydrogène gris en France. Ces achats lui permettraient de décarboner d'ici à 2030 la totalité de l'hydrogène consommé dans ses six raffineries européennes, évitant ainsi l'émission de 5 Mt de CO2 par an. Au même moment, il est annoncé que le groupe se lance dans un projet pétrolier à 9 milliards de dollars au Suriname, pour exploiter 200 000 barils par jour,.

## Communication

### Sur l'écologie
En 1971, le magazine interne de l'entreprise publie un premier article sur le risque d'augmentation de la température terrestre du fait des combustibles fossiles.
À partir de la fin des années 1980, l'entreprise participe activement à des campagnes visant à instiller le doute dans les travaux scientifiques sur le sujet.
En 2014, Total lance sa nouvelle campagne de publicité corporate déployée simultanément dans 21 pays. Le nouveau slogan est « Committed to Better Energy » (« Engagé pour une énergie meilleure ») pour traduire la conviction de Total « qu’un avenir énergétique responsable passe avant tout par une énergie plus sûre, plus propre, plus efficace, plus innovante, et accessible au plus grand nombre ».
Total dépense chaque année en moyenne 29 millions de dollars en communication pour promouvoir ses activités « vertes », relate Libération en 2019. La communication de l'entreprise, comme celle d'autres majors du secteur pétrolier et gazier, est accusée par l'ONG ClientEarth d'être parfois « mensongère ».
En 2021, dans une logique de communication sur la diversification des activités de l'entreprise et la hausse de la production d'énergies renouvelables , l'entreprise est rebaptisée TotalEnergies. Néanmoins, relève Libération, l'entreprise, qui a émis en 2019 plus de 450 millions de tonnes de gaz à effet de serre (plus que les 411 millions de tonnes émises par la France, d'après les chiffres du Centre interprofessionnel technique d'études de la pollution atmosphérique), « est loin d'abandonner les énergies fossiles ».
Début juillet 2021, TotalEnergies s'engage à ne plus utiliser d'huile de palme dans ses raffineries à compter de 2023.

### Partenariat

#### Football
En juillet 2016, Total a annoncé avoir passé un accord de sponsoring avec la Confédération africaine de football. Total sera désormais le « sponsor titre » des compétitions organisées par la CAF. L’accord vaut pour les huit prochaines années et concernera les dix principales compétitions organisées par la CAF, dont la Coupe d’Afrique des nations, qui est désormais baptisée « Coupe d’Afrique des nations Total ».

#### TotalEnergies et la Section Paloise
Au-delà de son rôle de sponsor principal, TotalEnergies est parrain du centre de formation du club, reconnu par le Ministère de la Jeunesse et des Sports ainsi que par la Ligue Nationale de Rugby. Le partenariat s’inscrit aussi dans une démarche de responsabilité sociétale avec la Section, pionnière en matière d’éco-responsabilité dans le rugby professionnel et labellisée Fair Play for Planet. Le club a notamment été le premier à lancer un « maillot le plus vert », fabriqué à 100 % à partir de matières recyclées.

##### Centre de performance et ancrage territorial
Dans le cadre de son partenariat avec la Section Paloise, TotalEnergies a donné son nom au nouveau centre de performance du club, situé à proximité du CSTJF, au cœur du bassin industriel historique de Lacq. Ce territoire est marqué par une riche histoire dans le domaine de l'exploration pétrolière, notamment avec Elf Aquitaine, précurseur de TotalEnergies, qui y a développé dès les années 1950 une importante activité liée à l’exploitation du gaz naturel.
Par ailleurs, TotalEnergies est un acteur majeur du rugby français à tous les niveaux : sponsor officiel du Top 14, partenaire de la Fédération Française de Rugby et de la Ligue Nationale de Rugby, ainsi que sponsor de la Coupe du Monde de Rugby 2023 en France.

### Sur l'éducation et l'insertion des jeunes
TotalEnergies a de nombreux partenariats avec de grandes écoles françaises telles que Polytechnique, bien que celui-ci soit très critiqué par les étudiants,, et Sciences Po Paris.
Le projet de l'entreprise d'installer un centre de recherche au cœur du campus de Polytechnique est finalement abandonné, du fait de l'opposition des étudiants de l'école,.
Planète Énergies est un programme de la Fondation d’entreprise TotalEnergies créé en 2005. Il fournit gratuitement des contenus à destination des élèves et enseignants du primaire et du secondaire, et intervient dans les écoles. Ces publications sont critiquées pour leur manque de neutralité. Une infographie sur la consommation d’énergies fossiles présente par exemple seulement l'un des quatre scénarios envisagés par l’Agence Internationale de l’Énergie, qui s'avère être celui le moins ambitieux en termes de réchauffement climatique.

### Engagement et caritatif
En novembre 2019 La Fondation TotalEnergies officialise une promesse de dons de 100 millions d’euros pour la Cathédrale Notre-Dame de Paris avec une convention avec la Fondation du patrimoine.
En septembre 2023, TotalEnergies fait un don de 5 millions d’euros au Restos du coeur face aux besoins supplémentaires de 35 millions.
En décembre 2024 fait à don de 5 millions d’euros à Mayotte pour l'aide d'urgence et la reconstruction à la suite du passage dévastateur du cyclone Chido.

### Activité de lobbying

#### En France
TotalEnergies est inscrit comme représentant d'intérêts auprès de l'Assemblée nationale sous plusieurs entités, qui déclarent chacune des dépenses de lobbying. Pour 2021 les dépenses annuelles sont comprises, pour TotalEnergies SE, entre 1 250 000 et 1 500 000 euros, pour TotalEnergies raffinage entre 200 000 et 300 000 euros, pour TotalEnergies marketing entre 100 000 et 200 000 euros, pour TotalEnergies électricité et gaz France entre 200 000 et 300 000 euros.
Le quotidien Les Échos estime en 2014 que le groupe Total minimise volontairement les sommes engagées au titre du lobbying : « S'agissant des entreprises, les écarts sont énormes et amènent à s'interroger sur la réalité des déclarations. Certaines « ne sont pas sérieuses » », admet Christophe Sirugue. Un exemple ? Alors que Total déclare entre 2,25 et 2,5 millions € au Parlement européen, le budget déclaré à l'Assemblée est compris entre 0 et 10 000 €.
En avril 2015, le professeur Michel Aubier, auditionné par la commission d’enquête sénatoriale sur le coût économique et financier de la pollution de l’air, déclare que celle-ci n'a « aucun lien avec les acteurs économiques ». Il est cependant présenté devant le tribunal correctionnel de Paris en juin 2017 pour « témoignage mensonger sous serment ». Il avait touché plus de 300 000 euros de Total en 2013 et 2014.

#### Auprès de la Commission européenne
TotalEnergies est inscrit depuis 2008 au registre de transparence des représentants d'intérêts auprès de la Commission européenne. Il déclare en 2015 pour cette activité six salariés à temps plein et des dépenses d'un montant compris entre 2 000 000  et   2 250 000 euros.
Selon une enquête publiée par Mediapart en juin 2022 confirmant des travaux d'histoire industrielle antérieurs, TotalEnergies a usé de façon continue de son influence entre 1989 et la fin de la décennie 90 pour empêcher la mise en place d'une taxe carbone en Europe et sa promotion au niveau mondial,.

#### Sur le réchauffement climatique
Le magazine Natura Sciences identifie le groupe Total comme un « marchand de doute du climat depuis 1971 », précisant que « Total avait connaissance des conséquences néfastes de ses activités pour le climat dès 1971. Le géant pétrolier a depuis entretenu le doute. L’entreprise a consciemment mis en place, au cours de ces 50 dernières années, différentes stratégies de fabrique du doute autour de l’urgence climatique », en se fondant sur un article scientifique paru dans la revue Global Environmental Change, rédigé par Christophe Bonneuil, directeur de recherche au CNRS, Pierre-Louis Choquet, sociologue à Sciences po, et Benjamin Franta, chercheur en histoire à l’université américaine de Stanford.
Selon un rapport de l'ONG britannique InfluenceMap paru en 2019, Total a dépensé 29 millions de dollars par an en lobbying, depuis 2015, pour contrer les politiques de lutte contre le réchauffement climatique (l'entreprise a également consacré 52 millions de dollars annuels en marketing pour vanter ses engagements en faveur de l'écologie),.

## Accusations et procès

### Explosion duBételgeuseau terminal de Bantry Bay
Le 8 janvier 1979, lors du déchargement de sa cargaison de pétrole saoudien, le Bételgeuse, propriété et exploité par le groupe Total, explose au terminal portuaire de Gulf Oil de la baie de Bantry, Irlande, dans un gigantesque incendie, puis se brise en trois morceaux qui coulent, faisant 50 morts dont la totalité de l'équipage français.
Des rapports d'enquête irlandais et français n'ont pu conclure de façon certaine sur les causes de cette catastrophe. L'association des victimes continue à agir pour essayer d'obtenir des éléments permettant d'établir des responsabilités.

### Implantation en Birmanie
La collaboration des entreprises françaises comme Total avec la junte militaire birmane est dénoncée depuis le milieu des années 1990 par plusieurs ONG à travers le monde, aussi bien européennes qu'américaines, ainsi que l'opposition politique birmane elle-même,. La présence de Total en Birmanie date de 1992, soit trois ans après l'ouverture de la Birmanie aux investisseurs étrangers par la junte militaire. Cette collaboration a été au cœur d'un rapport de la Fédération internationale des droits de l'homme (FIDH), dès 1996, et par la suite, d'un rapport de l'Assemblée nationale en 1999. Ce dernier y notait « l'opacité du système de prise de décision », l'emploi du travail forcé pour la construction du gazoduc de Yadana, « un soutien à la dictature d'ordre politique, économique et financier » et la « militarisation accrue de cette région pour garantir la sécurité du gazoduc » et où « toutes les ONG s'accordent pour lier militarisation du chantier, déplacement de population et travail forcé ».
Aung San Suu Kyi, prix Nobel de la paix 1991, a déclaré que « les investisseurs ne devraient pas s'implanter car tout l'argent va à une élite. Je tiens à mentionner la firme française Total qui est devenue le plus fort soutien du système militaire birman. Ce n'est pas le moment d'investir ici ».
Selon U Maung Maung, président de la Fédération des syndicats de Birmanie, « Les investissements étrangers en Birmanie ne profitent qu'à l'armée, qui est passée de 180 000 hommes à 450 000 hommes. La Birmanie consacre 60 % de son budget à la défense contre 2 % à l'éducation. » M. U Maung Maung a affirmé que dès 1993 il avait écrit à Total et Unocal à ce sujet sans recevoir de réponse.
Par ailleurs, Anne-Christine Habbard dans son rapport de 1996 indique que « le projet gazier de Yadana est critiquable pour le soutien qu'il apporte à la junte birmane à plusieurs égards : sur le plan moral et politique, sur le plan économique, sur le plan militaire et logistique, sur le plan des droits de l'Homme » et qu'à cet effet « Total et ses partenaires » doivent « geler leurs investissements en Birmanie jusqu'à formation d'un gouvernement civil ».
Durant les auditions pour le rapport de l'Assemblée nationale, Tyler Giannini, directeur de EarthRights International, a rappelé que « sur le plan économique, le gazoduc est important pour le régime birman. Il lui rapportera entre 150 et 400 millions de dollars par an. Cette somme est considérable eu égard à la taille de l'économie birmane et si on prend en compte l'état de ses réserves financières. Le flou sur les chiffres s'explique car le contrat avec les autorités birmanes n'est pas public ». Et Stéphane Hessel, ambassadeur de France et porte-parole d'Info Birmanie, a déclaré que « si l'on souhaitait s'associer à des sanctions contre la Junte, l'acte le plus courageux serait d'interrompre le projet de Yadana ».
Pour Olivier De Schutter, secrétaire général de la FIDH, la France est également responsable car étant « le pays qui a le plus freiné le renforcement de sanctions européennes à l'égard de la junte ».

#### Chronologie
- En 1996, des ressortissants birmans attaquent Unocal (Chevron), société partenaire de Total en Birmanie, devant les tribunaux américains pour mauvais traitements.
- En 1997, le Sénat dénonçait déjà les manquements aux droits de l'homme en Birmanie dont Total aurait pu être témoin[290].
- En 1999 un rapport du Sénat français avait ainsi épinglé la collusion de la société TotalFina Elf avec la junte au pouvoir.
- En 2001, sous l'impulsion de la commission européenne qui craint une position dominante sur le marché des GPL, le groupe revend ELF Antargaz à BNP Paribas Affaires industrielles sous la marque Antargaz[291]. BNPAI revendra deux ans plus tard Antargaz à UGI.
- En 2002, quatre ressortissants birmans portent plainte devant la justice belge en vertu de la loi sur la « compétence universelle » pour crimes contre l'Humanité contre Total, son dirigeant Thierry Desmarest, ainsi que Hervé Madeo, directeur de la filiale birmane de Total.
- En août 2002, huit ressortissants birmans portent (eux aussi) plainte contre Total, en France pour séquestration en Birmanie.
- En 2003, le Parlement européen évoque une « situation politique désastreuse » en Birmanie[292].
- En 2003, Bernard Kouchner (à travers BK Conseil, créé pour l'occasion) publie un rapport payé par Total (après une visite de quatre jours du 25 au 29 mars 2003) sur les activités de Total en Birmanie[293]. Ce rapport exonère Total de toute responsabilité dans les violations des droits de l'homme dont auraient pu être victimes les Birmans. Aung San Suu Kyi soutient les plaidants et Bernard Kouchner est critiqué pour son enquête[294].
- En mars 2005, Total déclare l'affaire Unocal réglée par voie transactionnelle. Le montant n'est pas révélé.
- Le 29 juin 2005, la Cour de cassation belge juge la plainte contre Total irrecevable, mettant ainsi fin aux poursuites en Belgique. Le droit belge a été changé et la loi de compétence universelle abrogée en 2003, nombre de plaintes ne sont ainsi plus valides à l'aune de la nouvelle législation.
- En mars 2006, la justice française ayant reconnu auparavant la réalité (du travail forcé) de la séquestration chez Total en Birmanie, déclare néanmoins un non-lieu considérant que les éléments constitutifs de la séquestration n'étaient pas réunis.
- Le 28 mars 2007, la Cour de cassation belge dessaisit définitivement la justice belge de l'instruction dans l'affaire opposant les plaignants birmans à la société Total, suivant ainsi le réquisitoire du Ministère public[295].
- Le 1er octobre 2007, le ministère belge de la Justice fait injonction au parquet fédéral de relancer la procédure[296], dans un contexte de répression de manifestations en Birmanie. Maître Alexis Deswaef, avocat des plaignants birmans, évoque pour expliquer ce retournement de situation un arrêt rendu le 21 juin 2006 par la Cour constitutionnelle belge qui rappelle la primauté du droit international et donc de la Convention de Genève dont l'article 16 accorde aux réfugiés les mêmes droits que les nationaux[297].
- En 2009, un rapport de l'ONG EarthRights International confirme le recours aux travaux forcés et l'usage massif des paradis fiscaux et notamment de Singapour par la junte au pouvoir pour détourner l'argent du pétrole[298].
- En 2021, en réaction à une enquête du Monde, Total annule 50 000 euros de publicité dans ce journal[299].

### Naufrage du pétrolierErikaet marée noire au large de la Bretagne en 1999
Le groupe Total a été reconnu coupable de pollution maritime par le tribunal correctionnel de Paris le 16 janvier 2008 pour le naufrage en 1999 du pétrolier Erika et la marée noire qui s'est ensuivie. L'armateur, le gestionnaire ainsi que l'organisme de certification du navire ont été déclarés, quant à eux, coupables de faute caractérisée.

### Explosion d'AZF-Grande Paroisse
L'usine AZF de Toulouse, propriété de la société GPN (alors nommée Grande Paroisse, filiale d'Atofina) est détruite le 21 septembre 2001 par l'explosion d'un stock de nitrate d'ammonium ayant entraîné la mort de 30 personnes (dont 20 salariés), plus de 2 500 blessés et de très lourds dégâts matériels. Le montant total des dommages dépasse deux milliards d'euros.

### Corruption en Irak et dans d'autres pays
À partir d'août 2002, le juge Philippe Courroye enquête sur des comptes occultes qu'auraient utilisés de grandes entreprises françaises. Entre 1996 et 2001, Total aurait envoyé plusieurs millions de dollars sur des comptes suisses au nom d'une société écran. Celle-ci virait les fonds sur des comptes offshore dans des paradis fiscaux. Il s'agissait de rémunérer des intermédiaires en vue d'obtenir des marchés en Irak, en Russie, ou au Nigéria. Plusieurs cadres de Total mis en examen à l'automne 2004 ont reconnu devant le juge qu'il s'agissait d'un système voué à « corrompre les décideurs locaux pour obtenir les marchés. »
À partir de 2006, des dirigeants et salariés de Total sont poursuivis mais aucun élément nouveau n'est intervenu dans le cours de l'enquête. Le juge d'instruction Serge Tournaire met en examen le groupe Total le 27 février 2010.
Dans le cadre de ses activités au Cameroun, Total était visé par une enquête préliminaire, ouverte le 8 janvier 2007 à Paris, sur des faits de « corruption d'agents publics étrangers » et « d'abus de biens sociaux ». La justice enquêtait sur des mouvements de fonds suspects ayant transité, entre 2005 et 2006, par des banques françaises, dont LCL et BNP Paribas, au profit d'Adolphe Moudiki, directeur général de la Société nationale des hydrocarbures (SNH) du Cameroun. Les fonds auraient été reversés via Tradex, filiale de la SNH, et de la société suisse de négoce de pétrole Addax[réf. nécessaire].
Pour les faits de corruption dans le contexte du programme « Pétrole contre nourriture » en Irak, le groupe est condamné en 2016 en appel à l'amende la plus élevée prévue par la loi, soit 750 000 euros.

### Explosion à la Raffinerie des Flandres
Le 29 janvier 2009, un atelier sur le site de la Raffinerie des Flandres à Dunkerque appartenant au groupe Total explose provoquant de nombreux blessés et un mort, employé de la société Ortec. La société Ortec est un sous-traitant qui assure le nettoyage industriel du site lorsque l'explosion intervient. Total est poursuivi pour homicide involontaire et infractions sur l’hygiène et la sécurité. Après huit ans d'enquête judiciaire et policière, le procès de l'accident industriel se tient les 29 et 30 mai 2017. Il est reproché à Total de n’avoir pas établi un plan de prévention des risques spécifique pour l’utilisation du bâtiment ainsi qu'une absence de coordination sur les mesures de sécurité. Au cours du procès qui se tient au Tribunal de Grande Instance de Dunkerque, le procureur de la République requiert contre la société Total une peine de 100 000 euros ainsi que 280 000 euros d'amende au titre d'infractions à plusieurs législations,,,.

### Condamnation de Cray Valley
À la suite du non-respect de la législation environnementale (relative aux déclarations sur les rejets de poussières, la qualité de l'eau et au bilan annuel de fonctionnement), le tribunal de Saint-Avold a condamné Cray Valley (filiale de Total), le 6 janvier 2009, à payer une amende et des dommages et intérêts.

### Corruption en Libye
Les autorités américaines et libyennes ont ouvert des enquêtes visant le groupe français Total et italien ENI sur de potentiels cas de corruptions du régime libyen,. Après la chute de Kadhafi, Total a été le premier groupe étranger à reprendre ses activités.

### Consultation sénatoriale sur le gazole en France
En avril 2016, le professeur Michel Aubier est accusé d’avoir menti sous serment devant les sénateurs français sur ses liens d’intérêts avec le groupe Total, lors de son audition, le 16 avril 2015, devant la commission d’enquête sur le coût économique et financier de la pollution de l’air et l'implication de l'utilisation du gazole (carburant du moteur Diesel) ; après qu'il a été révélé qu'il était rémunéré par Total à hauteur de 100 000 euros par an depuis 1997, il est condamné en 2017 à de la prison avec sursis et à 50 000 euros d'amende pour « faux témoignage ».

### Environnement
En 2011, Total est condamné à 200 millions d'euros de dommages et intérêts et 4 millions d'euros d'amende à Djibouti alors que les faits reprochés ont été commis par l'entreprise Mobil Djibouti en 1997 et que Mobil Djibouti n'avait pas été attaquée alors. Après le rachat de Mobil Djibouti par Total, l'État djiboutien avait attaqué Total.
En 2016, Total investit 12 milliards de dollars pour exploiter des sables bitumineux à Fort McMurray au Canada. Ce projet faisait l'objet de critiques car il émet de grandes quantités de CO2 et constitue donc une menace pour le climat alors que Total s'était engagé à respecter les objectifs de l'Accord de Paris sur le climat. Ce projet avait été mis en production en janvier 2018, et la part de Total était de 25 %. Total a depuis revendu ses parts reconnaissant son coût écologique et économique.
En 2017, Total tente d'obtenir du Brésil un permis pour faire des forages près de l'embouchure de l'Amazone. Ce projet a été critiqué, notamment en raison de la découverte récente, à moins de 30 km du site de forage, d'un récif corallien.
En 2019, Total est mis en demeure par les associations Les Amis de la Terre et Survie ainsi que quatre ONG ougandaises, en application de la loi française sur le devoir de vigilance des multinationales, entrée en vigueur en mars 2017, au sujet d'un projet d'exploitation du pétrole en Ouganda, dans la région du lac Albert, ainsi que du futur oléoduc qui doit acheminer ce pétrole vers la Tanzanie. Ce projet se traduit par l'éviction de dizaines de milliers de personnes et des menaces graves sur l'environnement dans un parc naturel ; les ONG dénoncent en outre l'impact sur le climat de l'oléoduc de 1 445 km, qui sera chauffé à l'électricité, pour assurer l'acheminement de ce pétrole visqueux jusqu'en Tanzanie. Le 23 octobre 2019, les associations assignent Total en référé devant le tribunal de grande instance de Nanterre (Hauts-de-Seine) pour manquement à la loi sur le devoir de vigilance.
En mars 2022, Total déboise et nivelle illégalement 7 hectares dans la commune de Écaussinnes, dans la province du Hainaut en Belgique où ils désiraient implanter un champ de panneaux photovoltaïques.. Total se défend de cette accusation en voyant ces travaux comme un défrichement et non comme un déboisement, le défrichement ne demandant pas d'autorisation.

#### Tilenga & EACOP

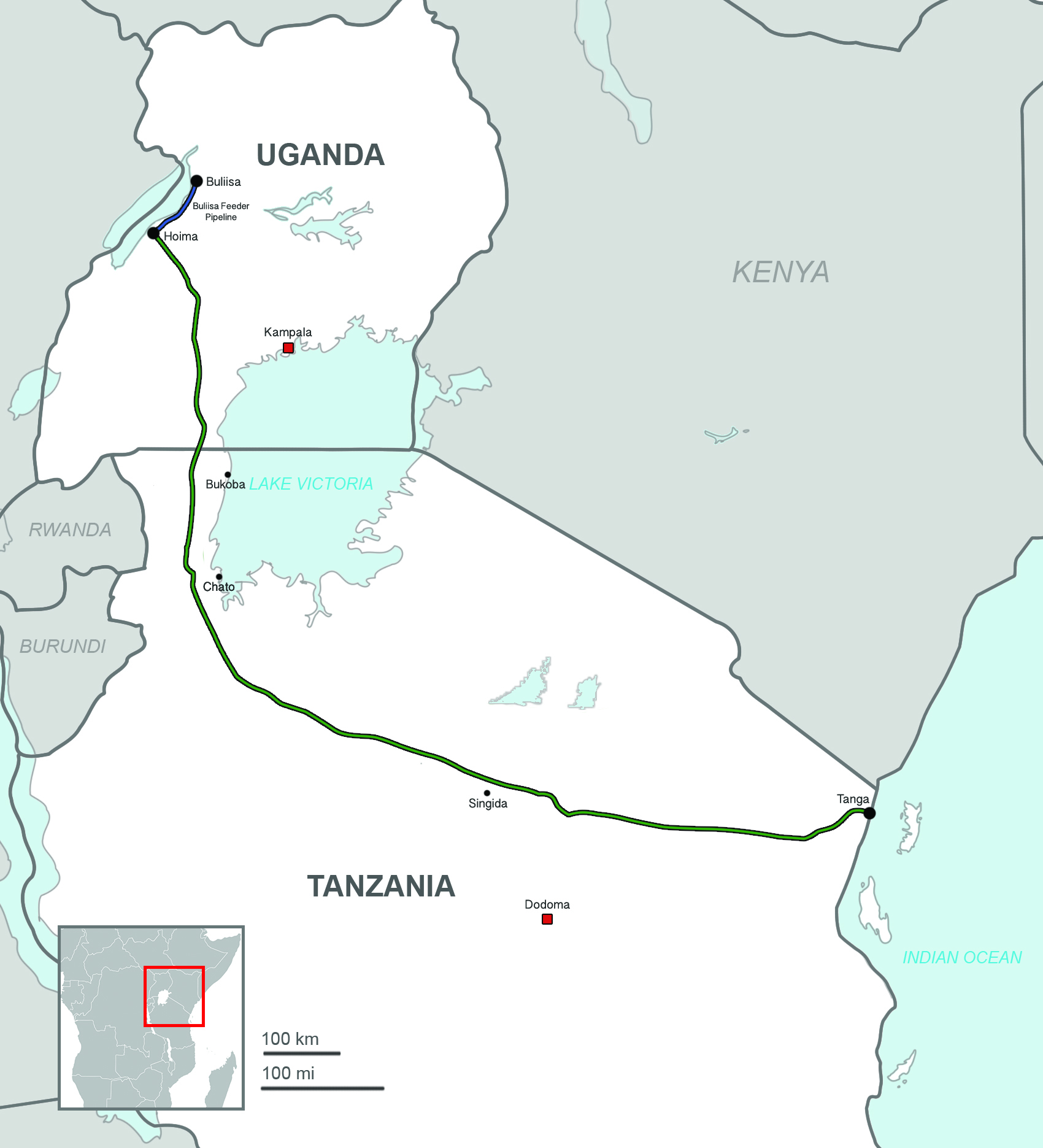
Trajectoire de l'oléduc EACOP Hoima-Tanga (projet de 2016).

Fin janvier 2023, TotalEnergies est gravement mise en cause, par l'émission Cash Investigation de la chaîne de télévision publique France 2, pour son double projet d'exploitation pétrolière en Afrique de l'Est, Tilenga & EACOP, dont l'entreprise fait elle-même la promotion,. Le projet du groupe pétrolier venait de faire l'objet d'une enquête collective, publiée au début du mois sur le site de France Inter, mettant en cause une "bombe climatique".
Le premier volet de ce projet, nommé "Tilenga", est un projet de forage et d'extraction, qui comprend l'installation de 400 puits de pétrole dans la région du lac Albert, au nord de l'Ouganda, dont 140 puits dans le plus grand parc naturel du pays, le parc national des chutes Murchison ; le second volet, nommé "EACOP", est un projet d'acheminement, qui consiste dans la construction d'un oléoduc chauffé transfrontalier de 1 445 km, le plus grand au monde, au départ de la région de Hoima, puis à travers l'Ouganda et la Tanzanie, destiné à acheminer le pétrole jusqu'à la côte tanzanienne, pour exporter celui-ci par navire pétrolier depuis le port de Tanga,. Selon l'enquête de Cash Investigation, l'ensemble de ce projet devrait rejeter 34 000 000 de tonnes de CO2 par an.
Toujours selon cette enquête et plusieurs témoignages, pour mener à bien la construction de son futur oléoduc, TotalEnergies exproprie des paysans africains, souvent sans contrepartie, parfois en rachetant leur terre pour des sommes dérisoires (équivalant à seulement 300 jours d'exploitation paysanne) : il est prévu que 100 000 personnes soient ainsi expropriées, ce qui représente environ 20 000 familles. L'entreprise se défend par une communication humaniste en mettant en avant le "respect des droits des communautés concernées". Mais avec l'aide d'autorités locales, TotalEnergies est impliquée dans l'emprisonnement arbitraire de militants écologistes, qui réclament que les paysans expropriés soient justement dédommagés. Cette dernière information confirme les révélations du chercheur Thomas Bart, qui rapportait des arrestations et emprisonnements arbitraires après avoir séjourné 5 ans en Ouganda.
La persécution et les intimidations à l’encontre des associations et défenseurs des droits humains osant critiquer le projet avaient déjà été dénoncées, en septembre 2022, par un rapport du Parlement européen intitulé : Violations des droits de l’homme en Ouganda et en Tanzanie en lien avec les investissements dans des projets fondés sur les énergies fossiles,. Ce rapport parlementaire faisait suite à un rapport d'Oxfam, datant de septembre 2020, intitulé : EMPTY PROMISES DOWN THE LINE? A Human Rights Impact Assessment of the East African Crude Oil Pipeline, qui dénonçait notamment "un nouveau risque significatif pour les populations qui dépendent actuellement du territoire pour le fermage, le pâturage, la sylviculture ou la pêche". Total a réagi en regrettant des "amalgames dans les descriptions de différents projets opérés par différentes parties", mais Oxfam a rétorqué que "ces allégations ne sont pas justifiées".
Pour approfondir sa stratégie de communication de greenwashing, pour laquelle TotalEnergies est déjà visée par une enquête dans un autre domaine,,, le groupe pétrolier a créé une page internet où il tente de réfuter "10 idées reçues sur les projets Tilenga & EACOP". L'entreprise avait été mise en cause, en mars 2022 dans une tribune du journal Le Monde, par dix-huit députés issus de sept groupes parlementaires, dont l'ex-député écologiste Matthieu Orphelin, au motif "qu'en Afrique, TotalEnergies continue comme en Russie, à favoriser l’exploitation des énergies fossiles au détriment des droits humains et de l’environnement". En octobre 2022, le projet EACOP fut également dénoncé par l'association Les Amis de la Terre, en collaboration avec l’association Survie, par la publication du rapport EACOP, La voie du désastre, qui en critiquait les impacts humains et environnementaux. Outre le désastre écologique d'émissions d'environ 380 millions de tonnes de CO₂ liées au transport maritime, au raffinage et à l’utilisation du pétrole libéré, la présentation de ce rapport d'enquête dénonçait le caractère néo-colonialiste des pratiques d'expropriations de TotalEnergies en Tanzanie. Dans les colonnes numériques du Nouvel Obs, les deux ONG alertaient déjà sur l'atteinte aux droits humains inscrite au cœur de ce projet au moins depuis le mois de juin 2019.
À la suite du reportage de France 2, TotalEnergies a contre-attaqué en mi-février 2023, en mettant en ligne deux vidéos, l'une en français, l'autre en anglais, pour faire la promotion de ses deux projets en Ouganda et en Tanzanie,.
L'entreprise est actuellement en procès contre six ONG devant le Tribunal judiciaire de Paris pour non-respect du devoir de vigilance, le premier procès de cette espèce : le verdict est attendu le 28 février 2023. La plainte a été jugée irrecevable pour "non respect des exigences de la phase de négociation".
Le 28 février 2023, le tribunal s'est prononcé sur la forme du dossier seulement, sans juger le fond, les demandes des associations ayant été jugées "irrecevables",,,.
Le 04 janvier 2024, TotalEnergies annonce, lancer une « mission d’évaluation » sur le volet foncier de ses projets pétroliers en Ouganda et en Tanzanie, East African Crude Oil Pipeline (EACOP) et Tilenga.

### Filiales dans un paradis fiscal
En 2017, le Consortium international des journalistes d'investigation, à l'aide des documents des Paradise Papers, indique que l'entreprise a compté de nombreuses filiales aux Bermudes, un paradis fiscal, jusqu'en 2015 ; y ont transité plusieurs milliards de dollars issus d'activités industrielles de Total au Qatar et aux Émirats arabes unis. L'entreprise affirme toutefois n'en retirer aucun avantage fiscal et ne pas utiliser de stratégie d'optimisation fiscale.
Selon les Paradise Papers exploités par le journal Le Monde, Total aurait aidé à la création d'un montage juridique et financier permettant à l'État congolais de contourner les règles établies par le FMI, en s'endettant auprès de la BNP Paribas. La compagnie pétrolière a démenti ces éléments.

### Plateforme de la Mède
La plateforme de la Mède et sa raffinerie sont reconverties dans les années 2010 pour la production en biodiesel du groupe Total. Toutefois, selon plusieurs ONG, la production du groupe implique l'importation d'huile de palme, issue de la culture de palmiers à huile génératrice de changement d'affectation des sols (notamment, déforestation) en Asie du Sud-Est, contribuant aux émissions de gaz à effet de serre, tandis que la traçabilité des produits utilisés ne serait pas totalement transparente et vérifiée,.

### Nouveaux forages et explorations
EN 2021, l’Agence internationale de l’énergie (AIE) s’est prononcée pour l’arrêt immédiat de tout nouvel investissement dans les énergies fossiles afin d’atteindre la neutralité carbone d’ici à 2050. Or, TotalEnergies poursuit plusieurs mégaprojets en particulier en Ouganda et en Afrique du Sud.

#### Tanzanie - Ouganda
En Ouganda et Tanzanie, le projet d’oléoduc d'Afrique de l'Est (EACOP ou UTCOP) de TotalEnergies entre le lac Albert et le port de Tanga est mis en cause par des ONG pour violations des droits humains.
En juin 2023, Une action en justice a été lancée en France contre le groupe Total Energies. vingt-six Ougandais et cinq associations françaises et ougandaises ont demandé réparation à l’entreprise pour les "préjudices" causés selon eux par son mégaprojet pétrolier controversé en Ouganda.
Le 29 novembre 2023, un tribunal est-africain a rejeté, une action en justice contre un mégaprojet d’oléoduc du français TotalEnergies en Ouganda et Tanzanie, cible de vives critiques d’associations de défense de l’environnement et des droits humains. La Cour de justice s’est déclarée incompétente à statuer sur cette action en justice déposée en 2020 par plusieurs groupes de la société civile, au motif qu’elle avait été entreprise trop tard.

#### Afrique du Sud
TotalEnergies veut exploiter deux gisements offshore en eaux profondes au large de l'Afrique du Sud dans une zone maritime cruciale pour la biodiversité marine et la pêcherie artisanale. Selon les ONG Bloom et The Green Connection, TotalEnergies a déposé le 5 septembre 2022 une demande de licence de production pour exploiter deux importants gisements gaziers pouvant contenir jusqu’à un milliard de barils d’équivalent pétrole dans la zone d’exploration de Brulpadda, à 175 km des côtes sus-africaines. Il s'agit de forages de grande profondeur (plus de 1 000 mètres sous la surface) dans une zone de forts courants océaniques.

### Guerre en Ukraine

#### Maintien de son activité en Russie
En 2021, TotalEnergies a réalisé en Russie 31,5 % de sa production de gaz, laquelle représente 11 % de son résultat. Dans le cadre des sanctions contre la Russie, les groupes pétroliers Shell, BP, Exxon, Equinor ou encore Eni ont annoncé en mars 2022 la cession de leurs actifs russes, aux prix de pertes colossales. En maintenant ses activités en Russie, TotalEnergies s'est assuré des profits très importants.

#### Ravitaillement des bombardiers russes
TotalEnergies détient 19,4 % du capital de Novatek, deuxième producteur russe de gaz naturel. Novatek possède une usine de transformation de condensat de gaz approvisionnant la raffinerie d’Omsk, laquelle vend le kérosène aux bases aériennes militaires russes. En septembre 2022, Novatek a recommandé le versement de 2,27 milliards d’euros de dividendes à ses actionnaires grâce aux bénéfices du premier semestre 2022, soit 440 millions d’euros pour TotalEnergies. L'actionnaire principal (23%) de Novatek est Guennadi Timtchenko, proche de Vladimir Poutine, chevalier de la Légion d'honneur, visé par des sanctions américaines depuis 2014 et placé sur la liste des sanctions européennes et britanniques en 2022.
Jusqu'en août 2022, TotalEnergies fut actionnaire à 49 % du gisement de gaz de Termokarstovoïe, en Sibérie. Ce gisement produit du condensat de gaz stabilisé dans une usine de transformation et ravitaille une raffinerie approvisionnant en kérosène on deux bases militaires, Morozovskaïa et Malchevo. Ces 2 bases abritent chacune un escadron d’avions de combat multirôle de l'armée de l'air russe. Poursuivant son activité en Russie avec son partenaire local Novatek malgré l'invasion de l'Ukraine par la Russie en 11 mars 2022, TotalEnergies perçoit ainsi des revenus sur le ravitaillement d'avions russes bombardant l’Ukraine, selon Le Monde et l’ONG Global Witness. Ces bombardements, en particulier sur Marioupol, auraient causé la mort de 600 personnes. L'entreprise conteste ces informations.
Fin août 2022, TotalEnergies a annoncé la cession de ses parts dans le gisement de gaz de Termokarstovoïe.
Pour ces faits, une plainte pour « complicité de crimes de guerre » en Ukraine a été déposée contre TotalEnergies le 13 octobre 2022 auprès du Parquet national antiterroriste, par les associations Razom We Stand et Darwin Climax Coalitions.
Cette plainte est finalement classée sans suite par le tribunal de Paris le 16 janvier 2023.

### Yémen
TotalEnergies est poursuivi par le groupe de droits MENA au nom de deux personnes qui ont été secrètement détenues et torturées par les forces émiraties de l'usine de liquéfaction au gaz du Yéménite Balhaf en 2018 et 2019. Le procès a été déposé le 23 février 2023, devant la Cour de justice de Paris. Selon le conseiller juridique du groupe des droits MENA, Alexis Thiry, « Total doit prendre des mesures pour les violations commises par les forces émiriennes à Balhaf »,.

### Mozambique
En octobre 2023, sept survivants ou familles de victimes de la bataille de Palma en mars 2021 déposent plainte pour « homicide involontaire et non-assistance à personne en danger » contre TotalEnergies, qui menait alors un méga-projet gazier en Mozambique. En novembre 2023, plus de 120 ONG appellent les financiers du projet gazier de TotalEnergies au Mozambique à se retirer. Les ONG alertent et appellent les organismes financiers à prendre « leurs responsabilités ». Le 4 mai 2024, une enquête préliminaire est ouverte en France, pour « homicide involontaire » et « non-assistance à personne en danger » contre TotalEnergies. Les faits remontent à 2021, lors de l'attaque jihadiste à Palma au Mozambique. Le géant des hydrocarbures, qui avait un projet gazier dans la région, TotalEnergie est accusé de négligence dans l'évaluation des risques sécuritaires. En septembre 2024, un article publié dans Politico relate des faits de détention, torture, viol et exécution par les soldats mozambicains employés par TotalEnergies dans l'usine de Palma (à Afungi). 150 à 250 civils auraient été violés ou tués par les soldats dans les locaux. En novembre 2024, une enquête menée par Le Monde, en collaboration avec SourceMaterial et la Cellule Enquête vidéo, révèle que TotalEnergies était informée dès 2021 des exactions commises par les soldats chargés de protéger son site gazier au Mozambique. Ces forces militaires, regroupées sous le nom de Joint Task Force (JTF), auraient commis des enlèvements, passages à tabac, viols et assassinats contre des civils, notamment autour du site d’Afungi. Malgré ces accusations, l’entreprise aurait continué à financer cette unité pendant plusieurs années. Le 14 mars 2025, une information judiciaire est ouverte en France, pour homicide involontaire contre TotalEnergies au Mozambique.